# Arbre d'alignement
On appelle arbres d'alignement les arbres plantés de manière linéaire et régulière en allées dans les jardins, le long des routes, et des rues pour les orner et les ombrager[réf. souhaitée].
Henri II ordonna par lettres patentes, en 1552 « à tous les seigneurs hauts justiciers et tous manants et habitants des villes, villages et paroisses, de planter et de faire planter le long des voiries et des grands chemins publics si bonne et si grande quantité desdits ormes que, avec le temps, notre royaume s’en puisse avoir bien et suffisamment peuplé ».
Dans certaines régions, les alignements de bocage et de bord de route contribuaient ou contribuent encore à une part importante au paysage, à la trame verte et au stock de bois sur pied (bois d’œuvre, bois de chauffage, arbres têtards producteurs de perches, fruitiers…).
Ils font partie du cadre de vie et peuvent contribuer au bien-être psychologique, et leur destruction ou un élagage trop « dur » sont de moins en moins appréciés.

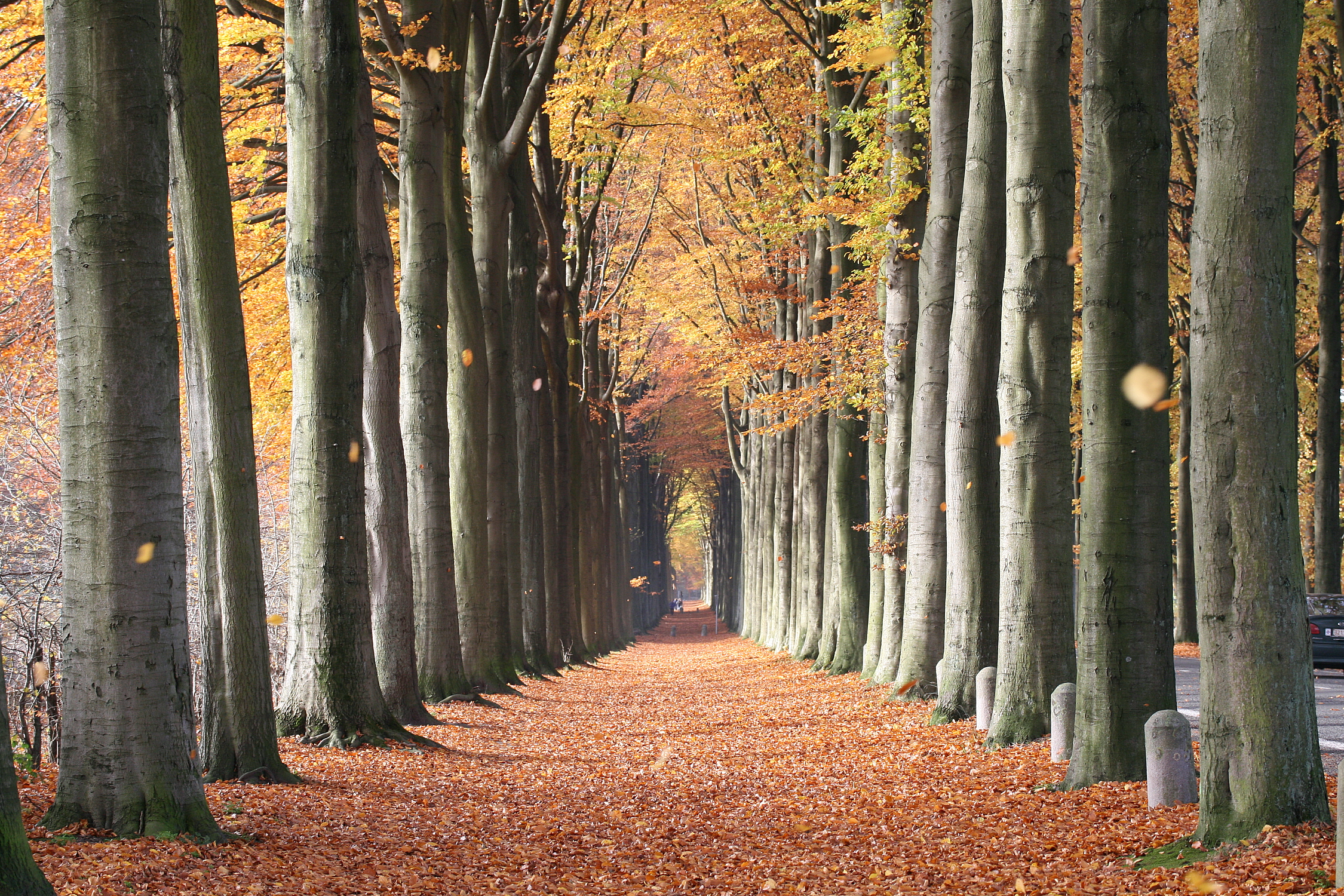
Allée de hêtres à Mariemont, Belgique.
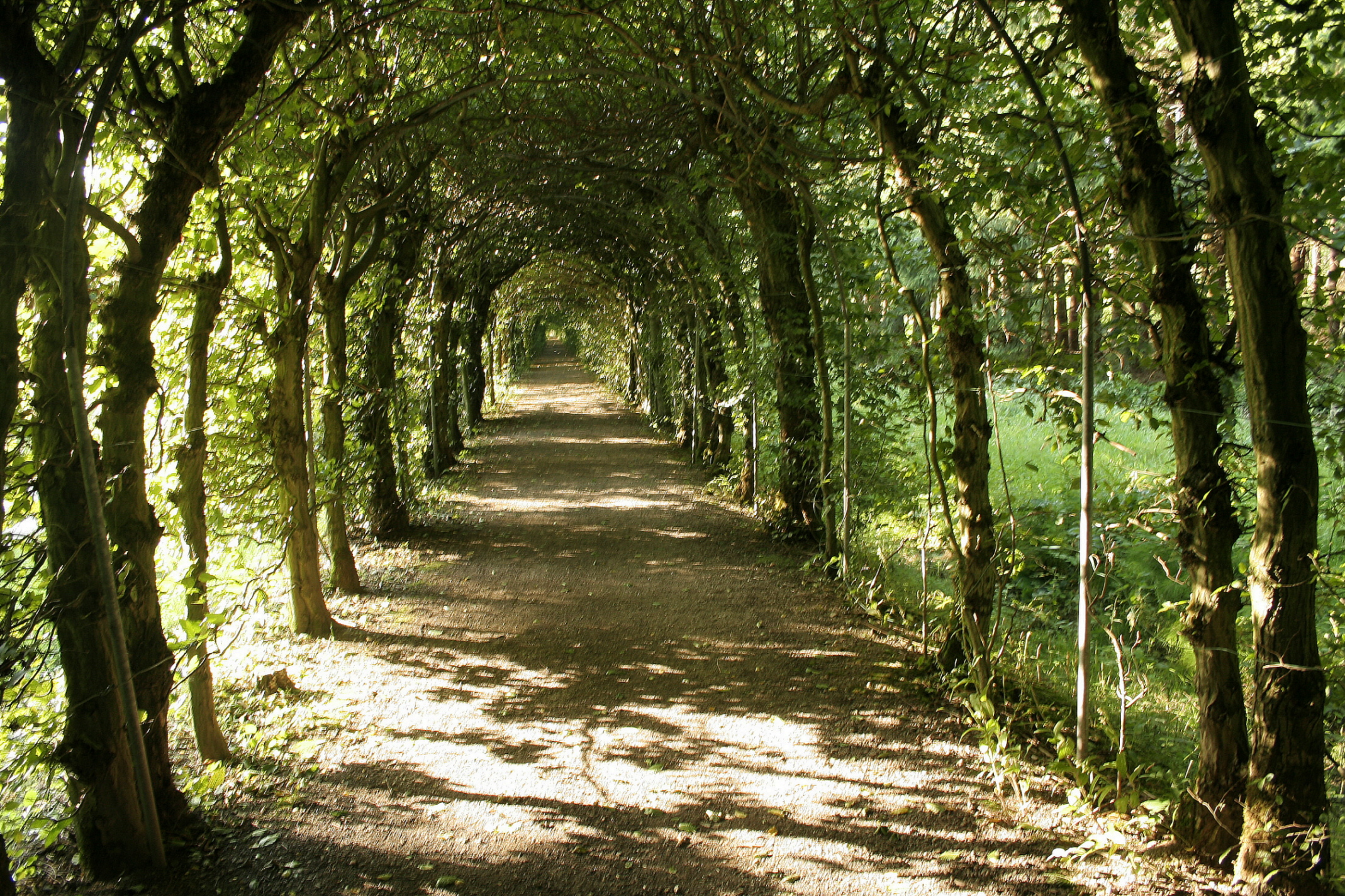
Charmille du Haut-Marais à La Reid, Belgique.
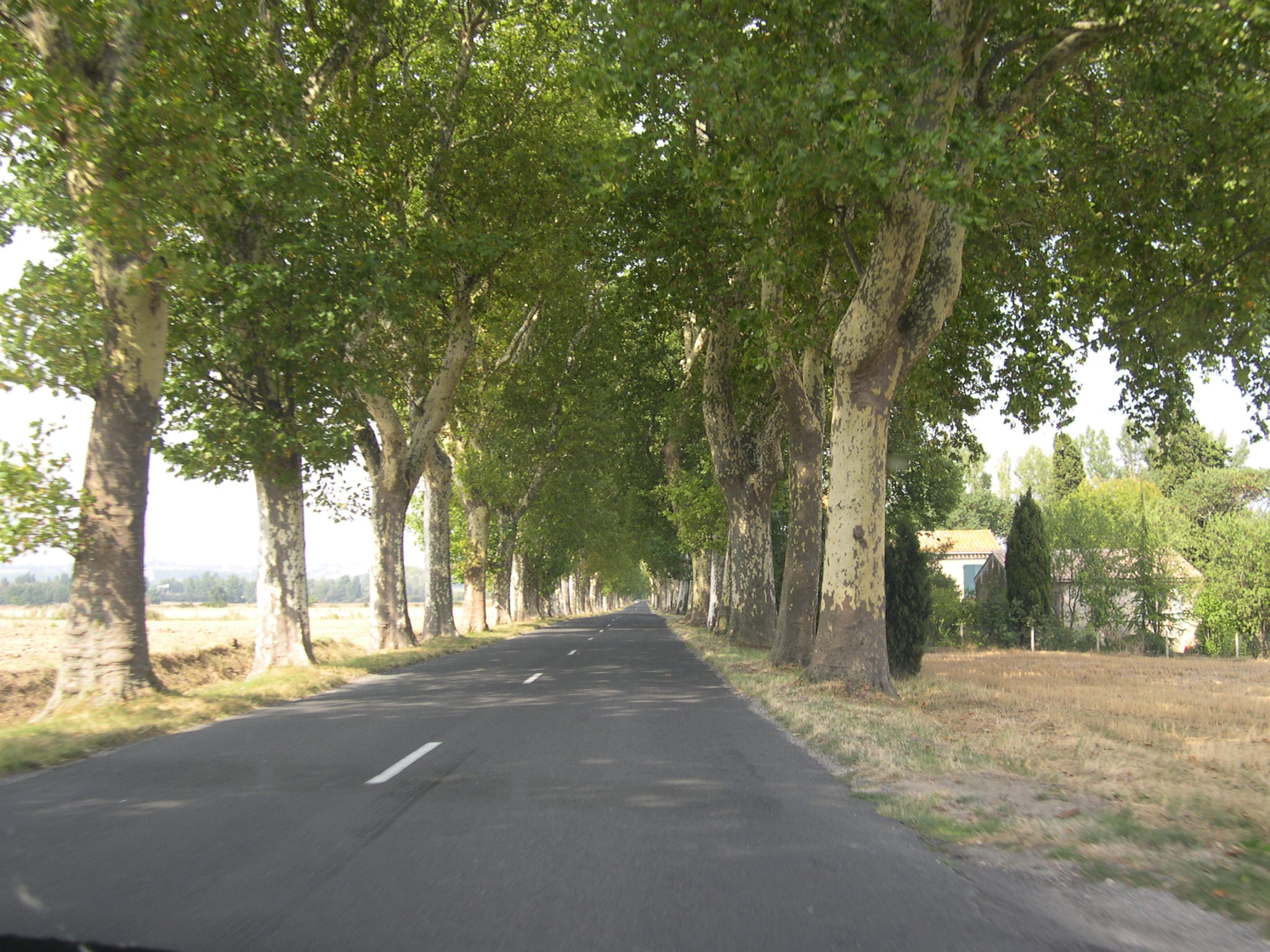
Les alignements de platanes sont fréquents le long des routes en France et partout en Europe
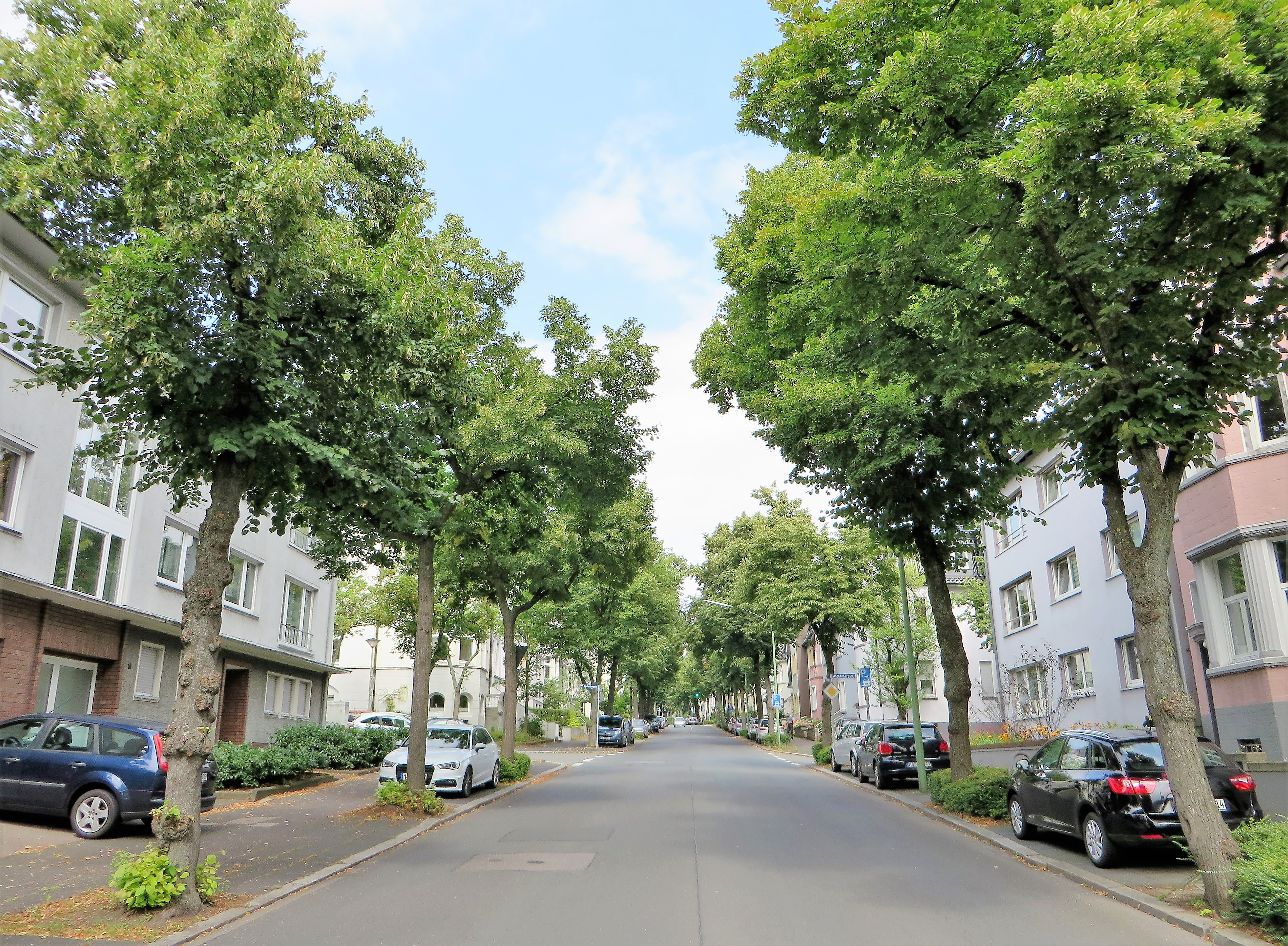
Alignement de Tilleul, rue Fleyer à Hagen, en Allemagne

## Histoire
Dans le récit de ses voyages en Chine, Marco Polo relate que le grand Kubilai Khan avait ordonné la plantation d'arbres pour délimiter les routes de son empire, et offrir de l'ombrage aux voyageurs. Là où aucun arbre ne pousse les routes furent délimitées par des bornes de pierre. Il est cependant difficile de dire si cette tradition s'est perpétuée sans interruption.

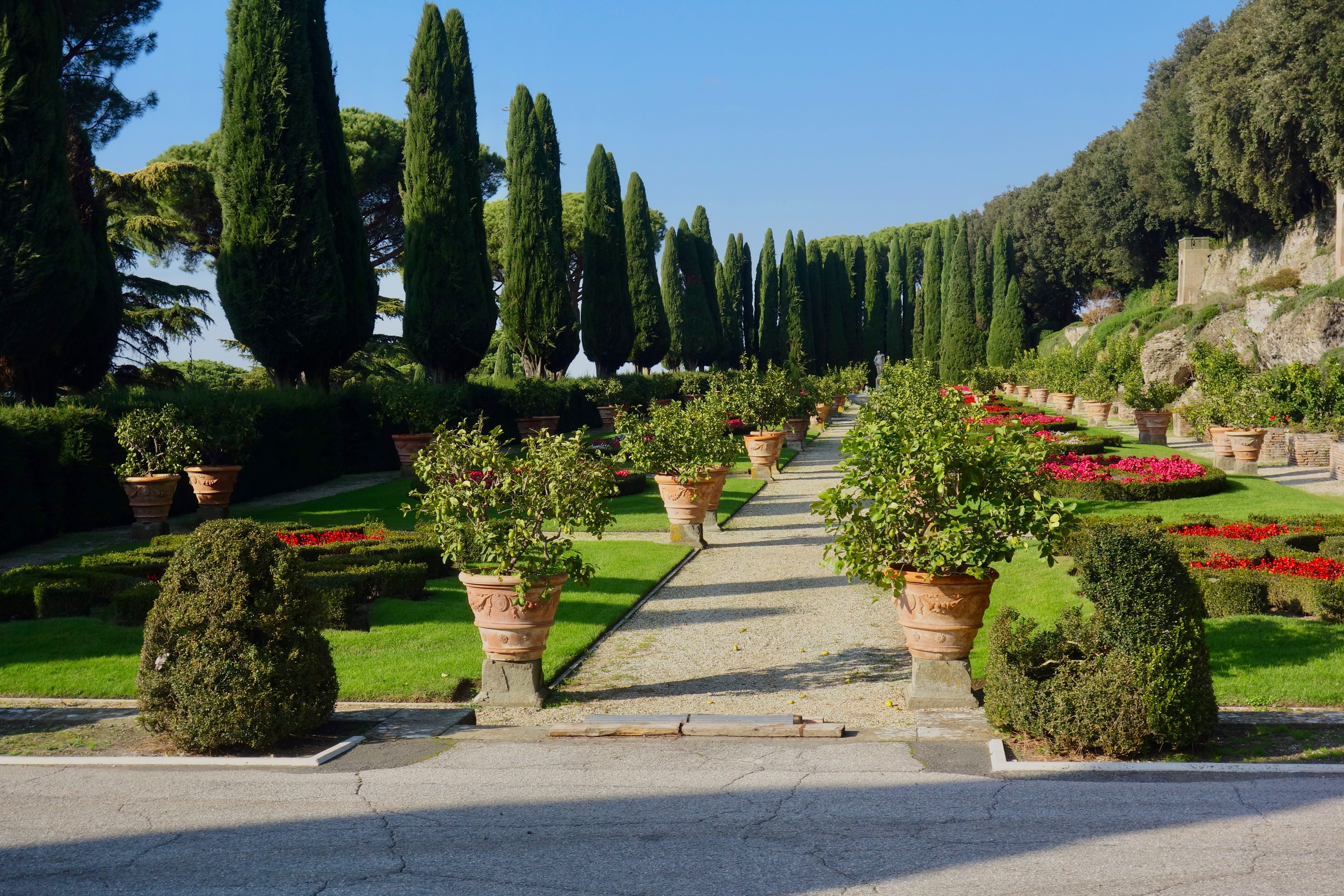
Jardin à l'Italienne du Palais des papes de Castel Gandolfo.

En Europe, les premiers alignements d'arbres apparaissent au sein des jardins italiens sous l'influence de la Renaissance, dans la première moitié du XVIe siècle. Les « allées » (chemin bordés d'alignement d'arbres) vont ensuite être très utilisés dans les parcs et jardins des châteaux en particulier les jardins « à la française » et enfin s'étendre au delà des jardins à la campagne environnante pour offrir une perspective plus ouverte aux regards. Les allées relient également les châteaux aux villes formant des « avenues ».
En France, les plans reliefs montrent qu'aux XVIIe et XVIIIe siècles ils étaient assez communs autour des villes, le long de grands axes routiers.
Dans les campagnes, les monarques européens ordonnent la plantation d'alignements d'arbres le long des voies de communications, le roi de France Henri II est le premier à ordonner de telles plantations en 1522, il est rapidement suivi par la Saxe en 1580, puis la Hesse en  1625, la Prusse en 1714 et d'autres pays européens. Les objectifs des souverains sont multiples : ils cherchent à empêcher l’empiétement des parcelles agricoles sur les chemins publics, tout en produisant du bois, une ressource indispensable, ainsi que des productions alimentaires, fruits pour l'Homme et feuilles pour le bétail. Selon Chantal Pradine, la « recherche fondamentale de la beauté » a toujours été présente dans la création de ces alignements.

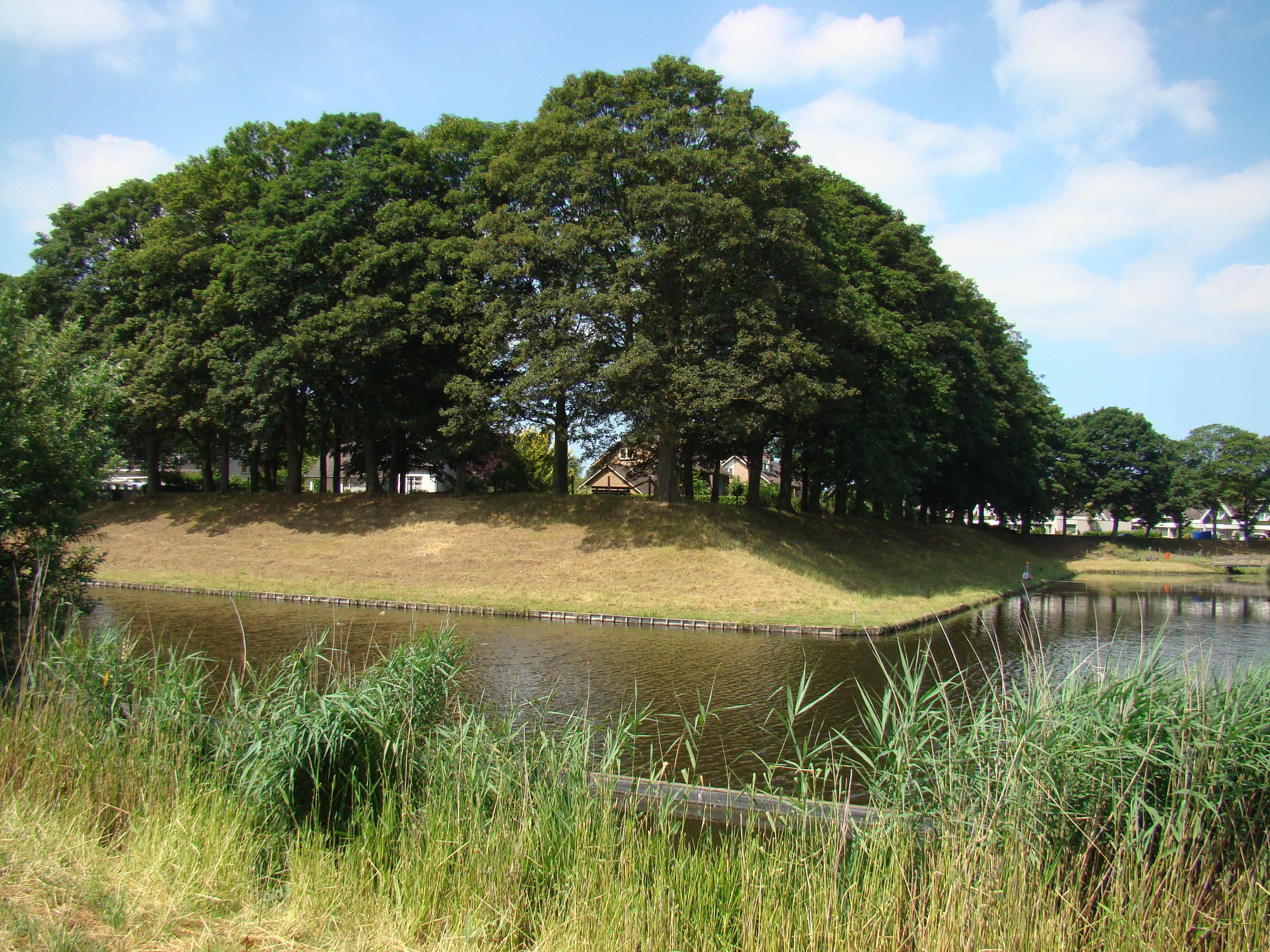
Alignement d'arbres au somment du demi-bastion de l'ouvrage à couronne de Klundert.

Au XIXe siècle, les manières de faire la guerre évoluent, les remparts deviennent obsolètes et sont remplacés par des buttes de terre massives. Celles-ci sont ensuite plantées d'allées bordées d'arbres que l'on appellera des « Boulevards » , déformation du néerlandais « Bolwerk » (voir l'article Boulevard (fortification) pour plus de détails). C'est en effet par les villes du nord comme Anvers, Amsterdam et Strasbourg que cette technique de défense militaire émerge. Les autres villes européennes s'adaptent progressivement : Lucques, Gdansk, Vienne puis Hambourg, par exemple. On peut citer l'exemple de Göteborg en Suède où les remparts ont été supprimés dès 1807 pour être remplacés par des boulevards, qui ont ensuite été végétalisés en 1823. À Bruxelle, la même opération est réalisée entre 1820 et 1840.

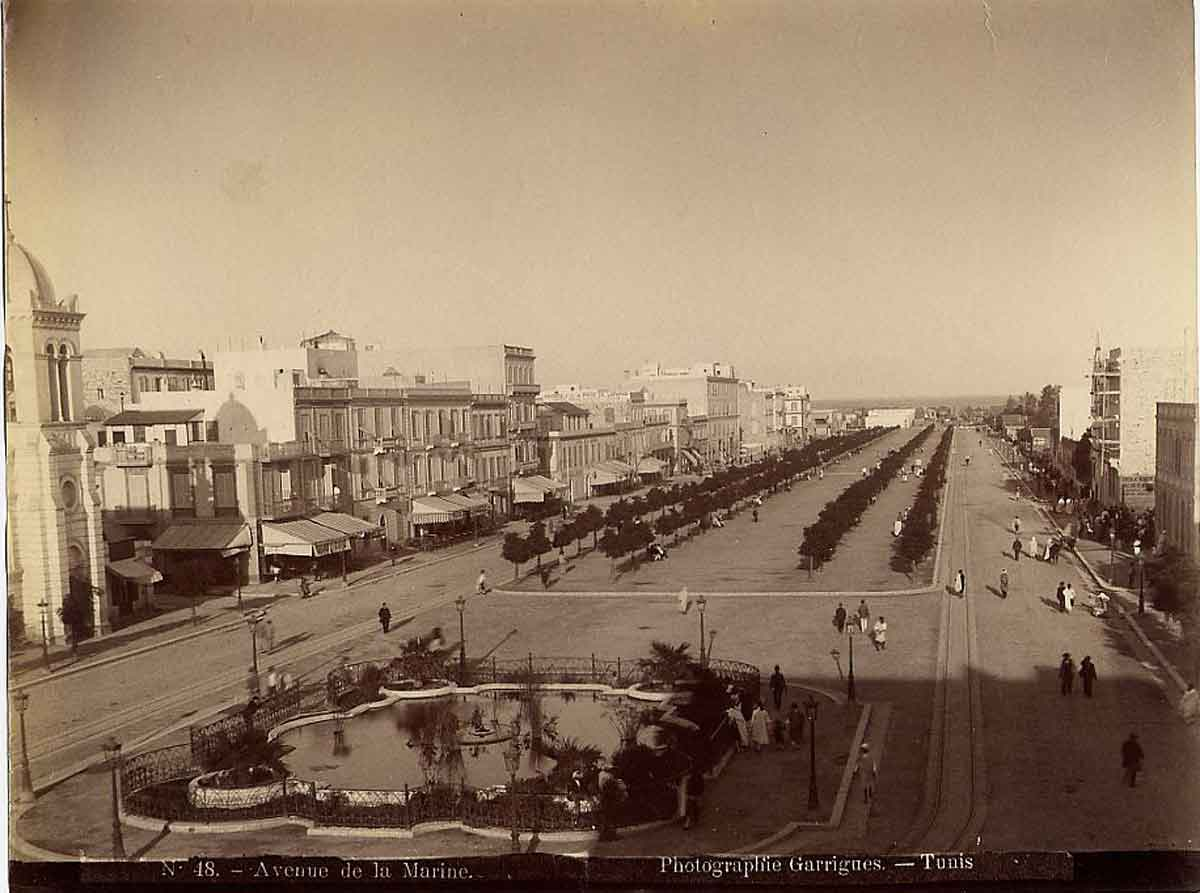
Avenue de la Marine, puis avenue Jules Ferry, aujourd'hui avenue Habib Bourguiba, vers 1885, par Bertrand Bouret. Un exemple d'avenue coloniale dans la ville de Tunis.

Les puissances coloniales européennes mènent des politiques de renouvellement urbain, voire de création de nouvelles villes, dans les pays colonisés, dont la plantation d'arbres d'alignement fait partie intégrante.
Ainsi l'urbanisme colonial se distingue par trois principes : la planification marquée par l'attribution de rôles différents en fonction des quartiers avec une forte ségrégation entre colons et autochtones ; la création de larges avenues rectilignes (et l'organisation général en quadrillage) ; et un apport massif de végétal dans la ville, entre autres en alignement le long des nouvelles avenues. On retrouve de nombreux exemples d'alignements d'arbres créés à cette période, en Afrique, comme à Sokodé au Togo, à Tuléar (Madagascar) ou, dans l'empire britannique, à Bangalore en Inde. Avant l'arrivée des Européens, les arbres n'avaient que peu leur place dans les villes en Afrique, ou étaient cantonnés aux jardins dans le cas des villes du Maghreb, comme à Tunis. Les essences plantées proviennent de tout les coins des empires coloniaux, par exemple les premiers arbres d'alignement plantés à M'Sila dans les Hautes plaines algériennes sont des Eucalyptus originaires d'Australie et des Faux-poivriers odorants originaires d'Amérique du Sud. L'essence qui semble avoir été la plus largement plantée en alignement dans l'ancien empire français en Afrique subsaharienne est le manguier qui est originaire d'Asie.

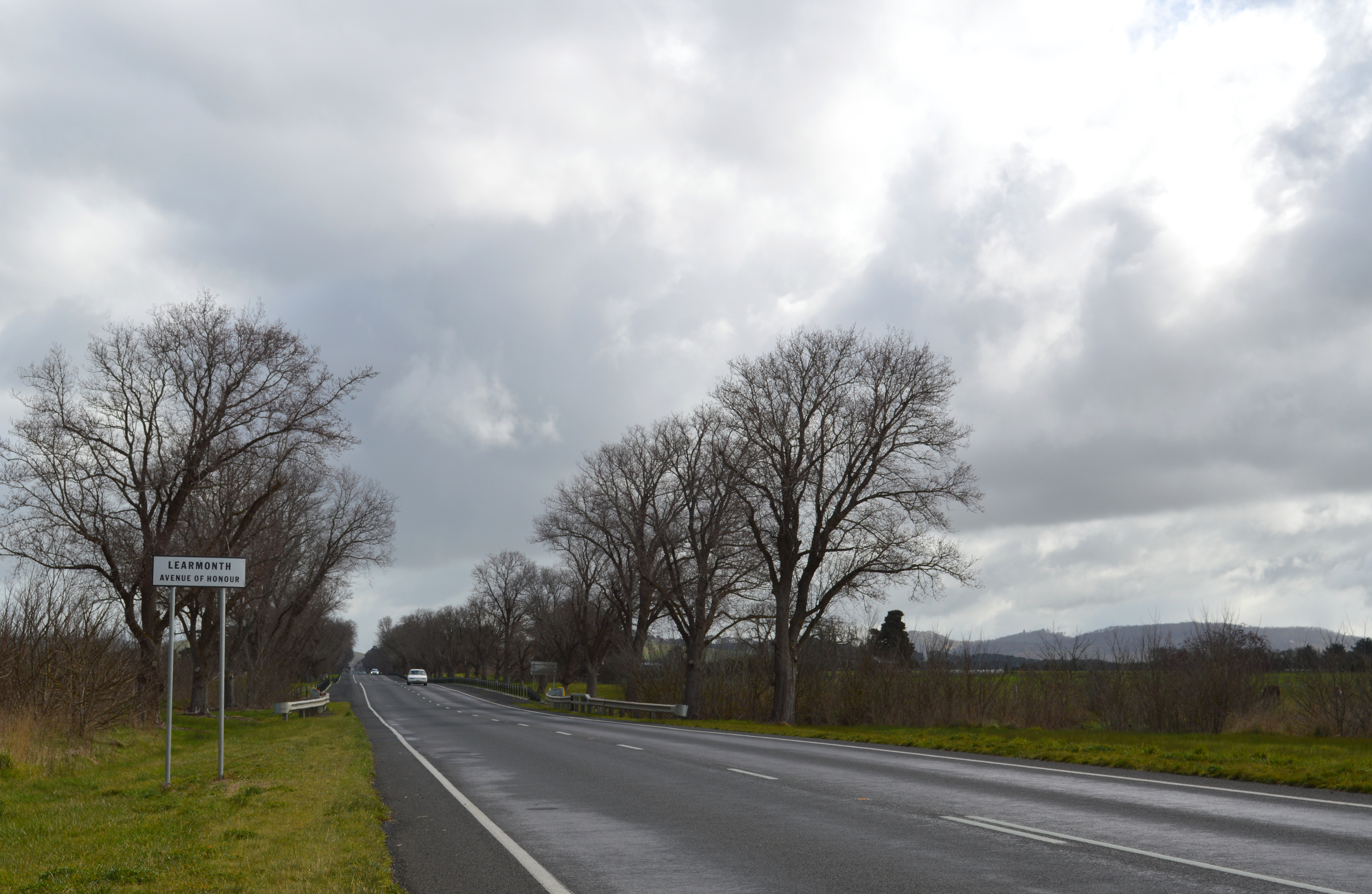
Avenue d'honneur, Learmonth, Victoria, Australie.

Au début de la Première Guerre mondiale en France, les routes étaient bordées d'environ 3 millions d'arbres d'alignements. Dans le nord et l'Est, ces arbres qui ont été des repères pour les soldats, les canons et les populations ; de plus en plus déchiquetées au fur et à mesure qu'on approchait le front. Ils ont fortement marqué de nombreux soldats, dont ceux venus du Commonwealth (souvent cités ou dessinés dans leurs lettres et récits). Un officier anglais (Gillespie) propose ainsi en 1915 que soit commémorativement plantée après la guerre « longue allée (…) des Vosges à la mer », suggestion ensuite portée 4 ans plus tard par l'abbé Lemire à chambre des Députés (1919). La reconstruction n'a pas retenu ce projet, mais des milliers d'arbres et notamment en allées d'honneur ont été plantés par exemple en France (à Vimy par les Canadiens), et en Australie où chaque arbre (parfois avec une plaque d’identification) représentait un engagé ou un soldat mort au champ de bataille. L'idée a aussi été reprise ou adaptée en Nouvelle-Zélande, au Canada, aux États-Unis, en Grande-Bretagne, en Allemagne et en Italie.
Ainsi, les alignements d'arbres connaissent leur essor maximum au 19e siècle et au tout début du 20e siècle. Puis, après la Seconde Guerre mondiale, en Europe de l'Ouest, les alignements d'arbres entament leur déclin. La nouvelle logique du développement de l'automobile impose d'élargir et de rendre plus droites les routes, ce qui mène à la suppression des arbres d'alignement. De plus, dans les années 1970, les arbres en bord de route vont être considérés comme des obstacles mortels en cas de sortie de route. La même logique gagne les pays d'Europe de l'Est dans les années 1990.
Dans la seconde moitié du 20e siècle et au 21e siècle la croissance des villes et le renouvellement urbain, portés par l'accroissement de la population mondiale, a également conduit à la perte de nombreux alignements urbains. Dans certains pays anciennement colonisés, les inégalités dans la distribution des alignements d'arbres se sont encore accentuées après les indépendances, les alignements ayants été mieux préservés dans les anciens quartiers administratifs et quartiers résidentiels européens alors qu'ils ont plus disparu dans les anciens quartiers résidentiels indigènes pour laisser la place à la croissances des logements. À Tuléar, les arbres ont été mieux préservés dans les quartiers aujourd'hui utilisés par le tourisme, mais sont parfois incorporés aux propriétés privées alors qu'ils faisaient partie de l'espace publique à l'origine.
À partir des années 2000, les projets d'aménagement impliquant des abattages d'arbres font systématiquement face à une opposition citoyenne

## Aspects techniques

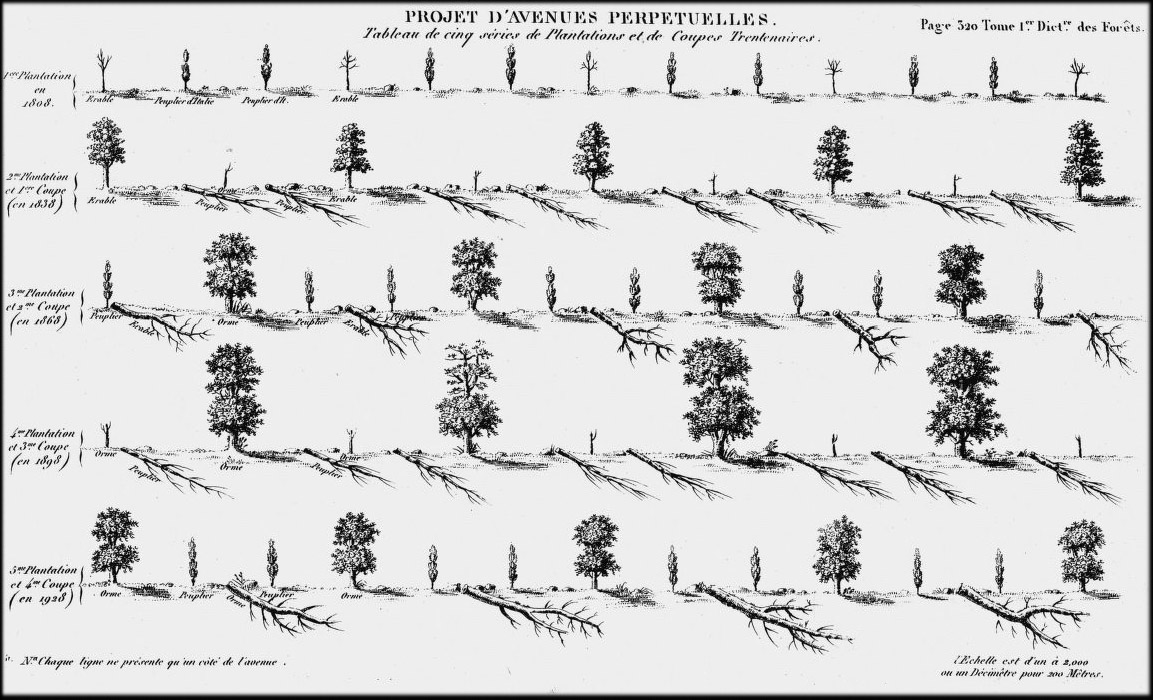
Projet d'avenue (un seul côté est ici illustré), par Jacques-Joseph Baudrillart en 1827 dans son Traité général des eaux et forêts, chasses et pêches, composé d'un recueil des reglemens forestiers, dʹun dictionnaire des eaux et forêts, d'un dictionnaire de chasses et d'un dictionnaire des pêches. Sur les bords de l'avenue plantée d'un double alignement d'arbres, l'auteur planifie une coupe d'une partie des arbres tous les 30 ans, mais de manière à toujours conserver l'alignement paysager, et une ressource en bois.

Les espèces (essences) choisies pour ces plantations doivent répondre à divers critères, notamment de résistance à des conditions de milieu parfois difficile, surtout en milieu urbain (sol tassé, sel de déneigement, manque d'eau et de lumière, chocs divers, imperméabilisation, manque de place pour les racines, travaux répétés…). Elles doivent en outre supporter facilement les bulles de chaleur urbaines, l'élagage et ne pas produire de fruits salissants ou dangereusement toxiques ou écotoxiques et répondre aussi à des critères esthétiques, qui peuvent varier selon les lieux et les époques. Il faut rappeler ici que l'élagage de ces arbres doit respecter strictement les règles techniques de l'élagage raisonné. Pour les arbres en port libre ou semi libre, l'élagage doit se limiter aux tailles d'adaptation vis-à-vis des immeubles riverains et pour maintenir la commodité de passage. L'entretien courant consiste seulement dans l'enlèvement des bois morts ou des branches fragiles (fourches à écorces incluses par exemple). Si les arbres sont taillés de façon architecturée ou en volume constant (têtes de chats, rideaux…), la gestion de l'élagage doit respecter les règles de l'art de chaque type de conduite.
En France, un guide technique de plantation le long des routes nationales a été publié en 1979 par la Direction des routes et de la circulation routière ainsi que des recommandations pour l'entretien des arbres.

## Aménités

### Esthétique paysagère

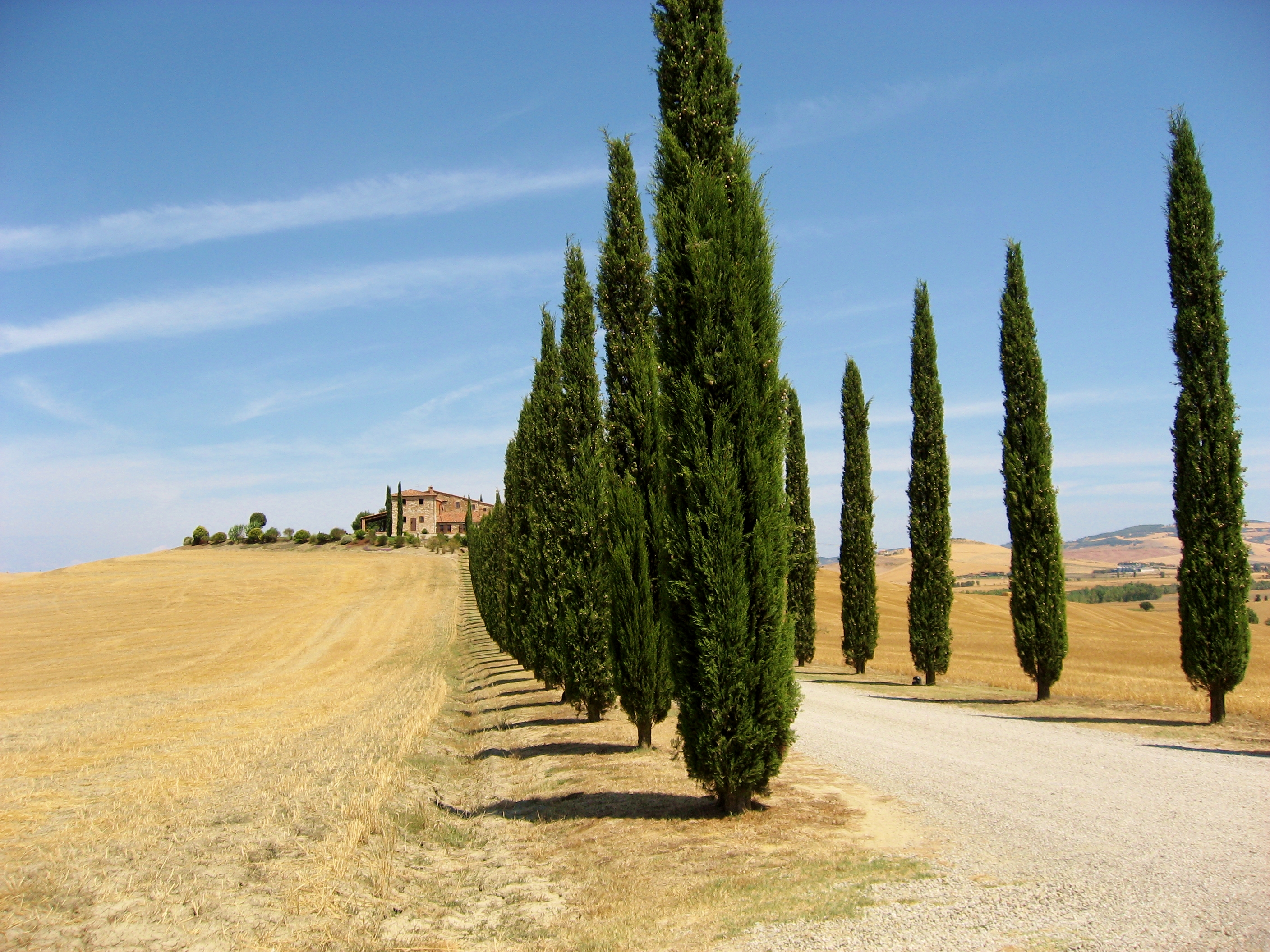
Une allée de cyprès, typique des paysages ruraux de Toscane, ici dans le Val d'Orcia.

Le principe paysager de la plantation d'alignement est principalement celui de la « colonnade ». La répétition d'arbres d'une même essence, conduits de manière homogène (hauteur des premières branches, port, forme du houppier), induit une « vibration » spatiale de la composition, semblable à celle des colonnades antiques. Le fait que ce soient des arbres, « êtres vivants », qui bien que de la même espèce botanique sont tous différents dans le détail, introduit de subtiles variations dans la répétition du motif. C'est pour cette raison que les alignements sont si précieux en ville : ils sont réguliers à grande échelle, mais infiniment variés à petite échelle. Ce sont des monuments « vivants », ambassadeurs de la nature en ville.
De plus, ils magnifient les perspectives, font passer le « désordre urbain » des façades au second plan. Ils introduisent une certaine régularité dans le chaos urbain, mais avec la souplesse d'une structure vivante[réf. souhaitée].

### Lutte contre les îlots de chaleur urbains et les effets du réchauffement climatique

Bilan évapotranspiration/alimentation de la nappe/ruissellement.

En ville, les avenues bordées d'arbres et les places plantées de mails de grands arbres, sont moins sujettes aux « îlots de chaleur urbains ». Deux mécanismes sont en jeux, d'une part l'effet « parasol » proportionnel à la taille et la densité de la canopée et d'autre part, l'évapotranspiration au niveau des feuillages fait diminuer les températures (jusqu'à −4 °C). La vaporisation de l'eau absorbe en effet des calories. Comme cet effet disparaît quand l'alimentation des arbres par l'eau du sol diminue, occasionnant un stress hydrique, Il est essentiel de maintenir les sols « frais » en profondeur : sols perméables laissant la pluie s'infiltrer, irrigation profonde à partir de réservoirs alimentés en eau de pluie. C'est le principe de la « ville éponge » que certaines villes commencent à mettre en œuvre lors d'aménagements d'espaces publics. C'est une garantie de meilleure résilience des villes vis-à-vis des effets prévisibles du réchauffement global. Par exemple, Lyon est une métropole pionnière sur ce type d'aménagement (rue Garibaldi, place de Francfort)[réf. nécessaire]. À Paris, l'atelier d'urbanisme de la ville a constaté une différence de 20°C entre la rue Leibniz (33°C à 38°C) et le boulevard Ney (50°C à 55°C), dans le 18e arrondissement, il explique cette différence de température par une densité de plantation idéale sur la rue Leibniz alors qu'elle est trop faible boulevard Ney.
Le rôle de l'ombrage est particulièrement important dans le cas des villes des zones de climats chauds comme le montre le cas de Diamaré dans l’Extrême-Nord du Cameroun.
Cependant, une étude menée à Aix-en-Provence aboutit à la conclusion que la présence d'alignements d'arbres peut avoir plusieurs conséquences, en fonction de la densité de feuillage, de la largeur de la voie entre les rangs d'arbres et de l'orientation des rues. En particulier les arbres peuvent bloquer la circulation du vent et ainsi faire augmenter la température dans la ville.

### Réduction des nuisances sonores et de la pollution de l'air
Quelques études suggèrent que les alignements d'arbres le long des axes routiers réduisent la propagation du bruit.
De la même façon que pour la température, la présence d'alignement d'arbres d'alignements en ville peut, en bloquant la circulation de l'air faire augmenter localement les taux de pollution de l'air. Ce mécanisme a un impact beaucoup plus important que la capacité d'épuration de l'air par les végétaux, ainsi la plantation d'arbres en ville ne peut pas être considérée comme un moyen de lutter contre la pollution de l'air. Par ailleurs, certaines essences plantées en alignements peuvent être allergènes (platanes, peupliers, cyprès, bouleaux ...).

### Préservation de la biodiversité
Les alignements, en particulier les arbres à cavités abritent de nombreux oiseaux, ces derniers pâtissent régulièrement de mortalité par collision avec les véhicules lesquelles se multiplient avec l'augmentation de la vitesse et du nombre des véhicules en circulation.
Plusieurs études ont porté sur la biodiversité fréquentant les alignements d'arbres, sur des groupes divers : coléoptères, hétérocères, chiroptères, lichens et bryophytes, selon ces études les alignements d'arbres jouent un rôle important pour la biodiversité du fait de leur forme linéaire, des conditions écologiques qu'ils offrent et surtout de leur pérennité dans le temps qui a permis de maintenir de vieux arbres. Les effets bénéfiques des alignements sont d'autant plus grands si les milieux environnants sont pauvres en arbres et en forêts, comme le montre l'exemple des lichens.

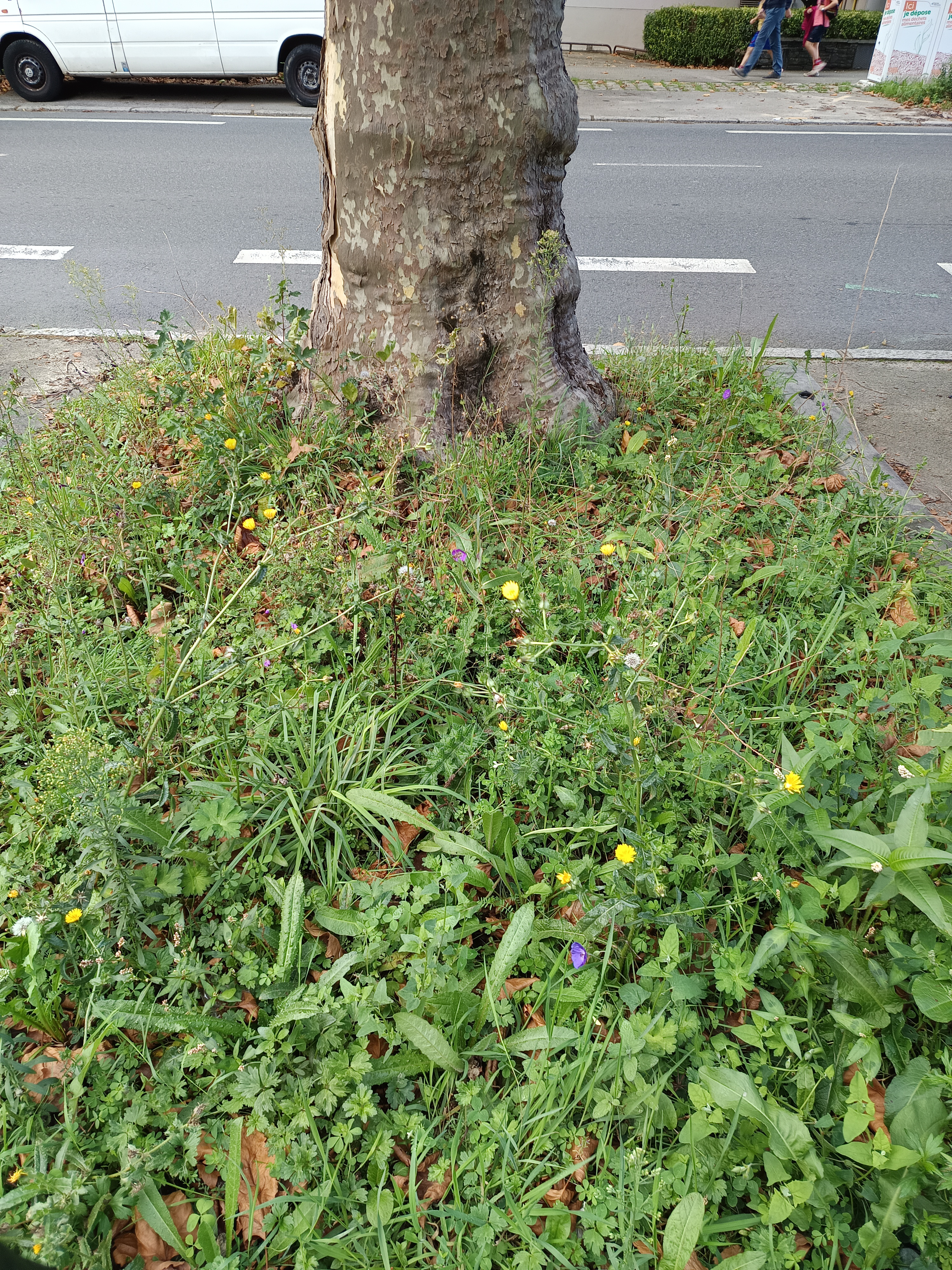
Variété d'herbacées au pied d'un platane à Nantes, France, 2024.

Plusieurs facteurs vont déterminer la richesse écologique des alignements d'arbres, les plantations d'espèces indigènes sont favorables à la biodiversité tandis que les espèces exotiques sont en général pauvres, y compris le platane qui, bien que présent dans les alignements depuis plus de 3 siècles, n'abrite que peu de biodiversité. En ville, l'éclairage public est néfaste, alors que la présence de terre au pied des arbres est indispensable à de nombreuses espèces animales.
Une étude menée à Paris, montre clairement une différence de richesse spécifique dans les parterres au pied des arbres en fonction de l'essence d'arbre plantée. Dans le quartier de Bercy, à Paris, les plantes les plus fréquentes au pied des arbres d'alignements sont le pâturin annuel, le pissenlit et une plante invasive, la vergerette du Canada. Le principal facteur écologique expliquant la présence des espèces semble être la capacité de leurs graines à rester en dormance dans le sol, plutôt que leur capacité de dispersion.

### Production de ressources alimentaires et autres
Selon une étude menée à Sokodé, au Togo, le rôle des arbres urbains dans l'alimentation humaine est mis en avant par plus de 60% des habitats de la ville.  Ceci s'explique, entre autres raisons, par la présence d'espèces comme le manguier ou le cocotier, toutes deux bien présentes dans les alignements de bord de voirie.
D'autres essences servent dans la pharmacopée, l'alimentation animale ou la production de bois d’œuvre.

## Essences d'alignement

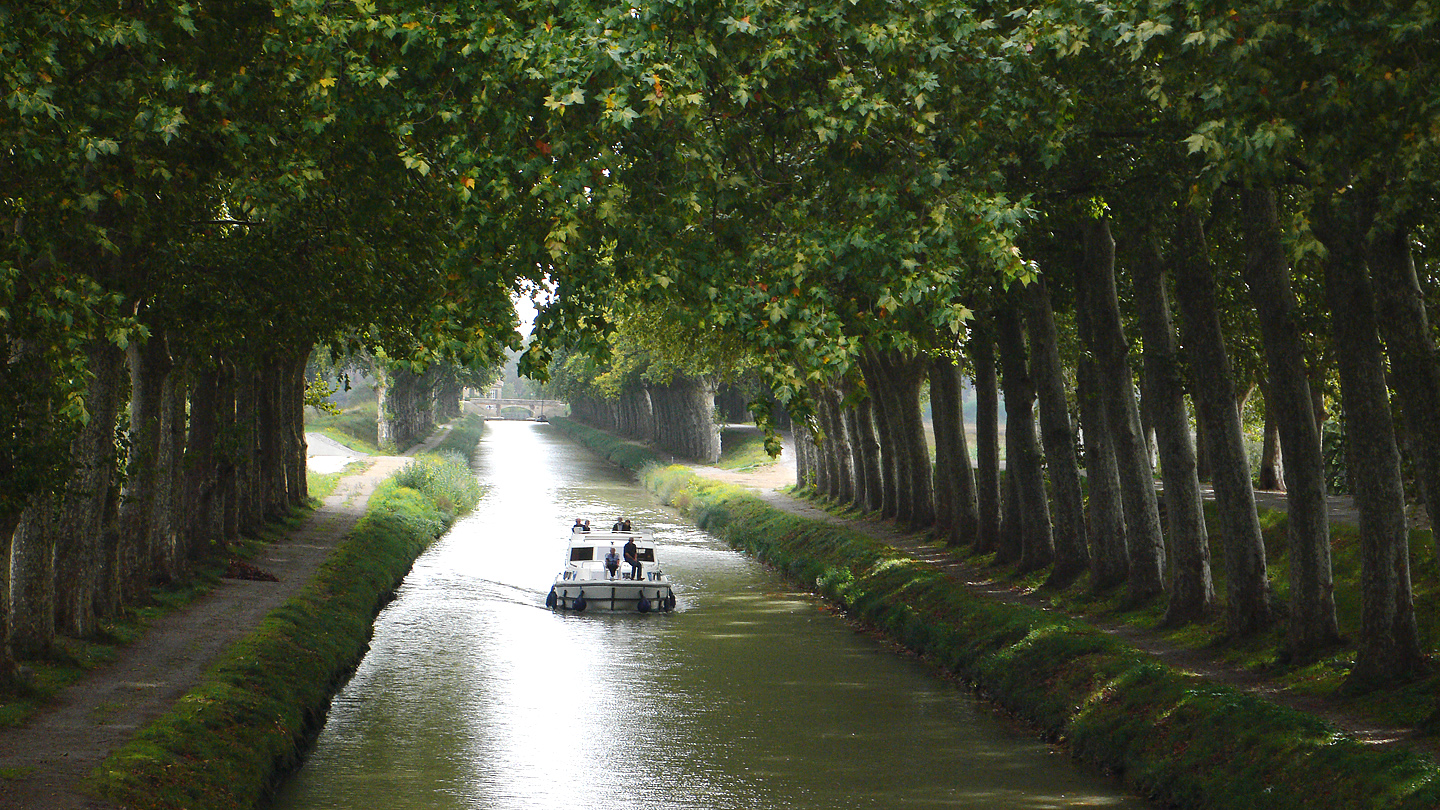
Alignements de platanes communs bordant le canal du Midi, France.

Parmi les espèces les plus souvent utilisées en alignement en Europe, on rencontre notamment : 
- le platane commun

Le platane est particulièrement abondant de nos jours le long des routes du sud de la France, où beaucoup datent des guerres napoléoniennes, car Napoléon souhaitait protéger ses armées de la chaleur et du soleil lorsqu'elles se déplaçaient en campagnes. C'est aussi l'arbre emblématique des villes et des villages du Midi. Mais il est très rustique et il est un des arbres les plus utilisés en Europe jusqu'à des latitudes plus nordiques, jusqu'au sud de la Scandinavie et le nord de la Grande Bretagne, il est très commun en Belgique par exemple. Il est souvent l'un des arbres les plus communs, voire le plus commun, au cœur des grandes villes européennes (Londres, Paris, Bruxelles, Berlin, Madrid, Lisbonne, etc.). C'est l'essence qui présente le plus d'adaptabilité et de résilience vis-à-vis des conditions urbaines peu favorables aux arbres (vitesse de croissance, plasticité écologique et adaptation à des sols divers). Il se prête parfaitement, grâce à ses troncs de grandes dimensions de couleur claire, à l'effet « colonnade » si apprécié en ville et le long des routes, tandis que son houppier très développé permet d'obtenir facilement une ample « voûte végétale ». Enfin il supporte bien divers modes de taille et de formations plus jardinées (élagage, palissage, etc.).

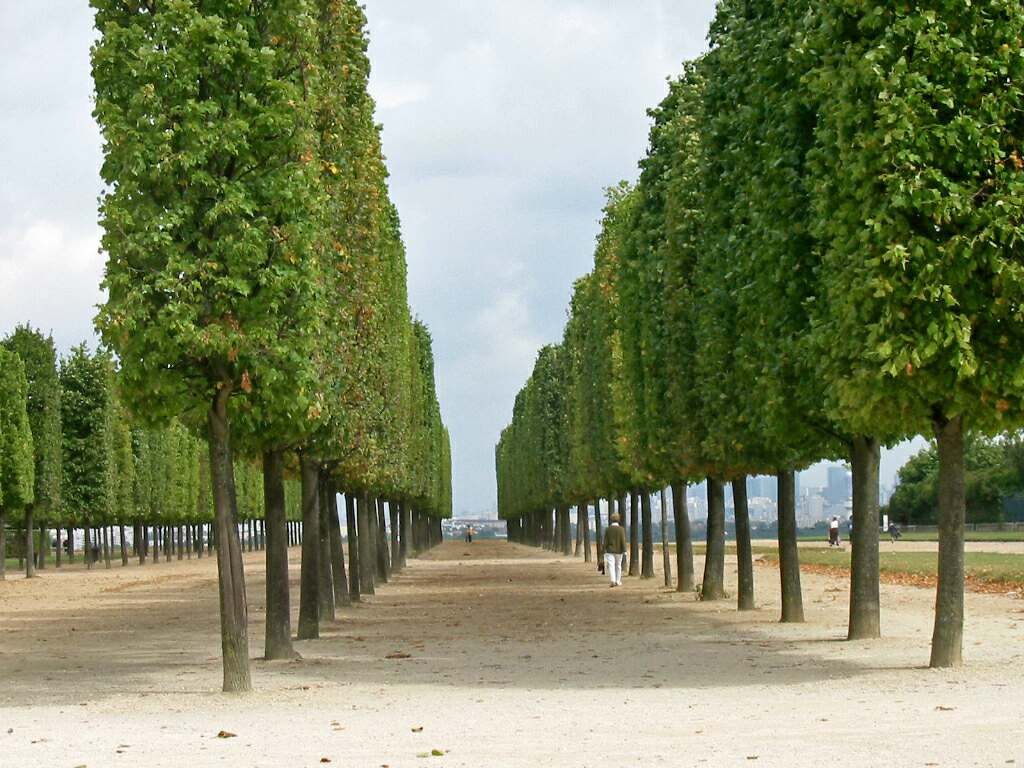
Allée de tilleuls taillés en rideaux à Saint-Germain-en-Laye, France.

- les tilleuls : surtout les espèces européennes : le tilleul commun, le tilleul à grandes feuilles, le tilleul à petites feuilles et le tilleul argenté, le tilleul du Caucase ou plutôt son hybride Tilia ×euchlora, et plus secondairement le tilleul d'Amérique et le tilleul de Henry.

Certains tilleuls peuvent accueillir des pucerons qui causent des désagréments par la production de miellat.
- les érables : notamment l'érable sycomore, l'érable plane et l'érable champêtre, mais aussi l'érable de Cappadoce, l'érable de Montpellier, l'érable argenté de la forme laciniatum, l'érable rouge, l'érable negundo, etc.,
- le marronnier commun et le marronnier à fleurs rouges,
- le charme commun, le noisetier de Byzance,
- les frênes : frêne commun, frêne à feuilles étroites et frêne à fleurs,
- les peupliers : peuplier hybride euraméricain, peuplier d'Italie, peuplier blanc,
- le micocoulier de Provence.

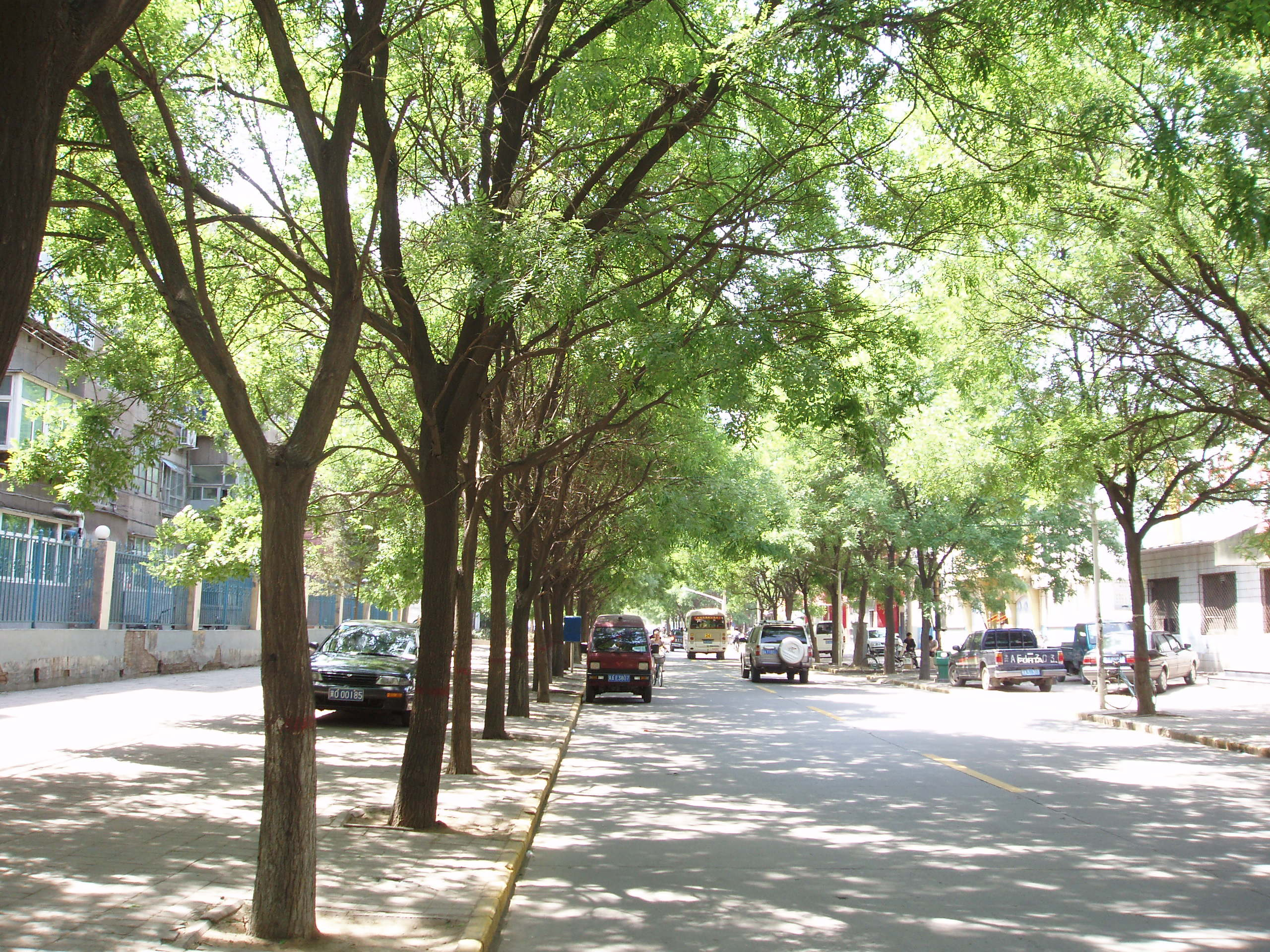
Sophora du Japon en alignement en ville, Shijiazhuang, Chine

Trois fabacées arborescents sont beaucoup utilisés (ils sont parfois confondus entre eux) : 
- le sophora du Japon, le févier d'Amérique et le robinier faux-acacia (tandis que le chicot du Canada et le virgilier, qui sont souvent plantés dans les rues en Amérique du Nord, sont plus rares en Europe).

Ces essences peuvent être assez cassantes et peuvent présenter des fourches à écorces incluses qui fragilisent certains houppiers. Elles sont aussi moins faciles à former que le platane ou les tilleuls.
- et d'autres plus petits et distincts : l'arbre de Judée, l'arbre à soie, le cytise faux ébénier et le cytise des Alpes.

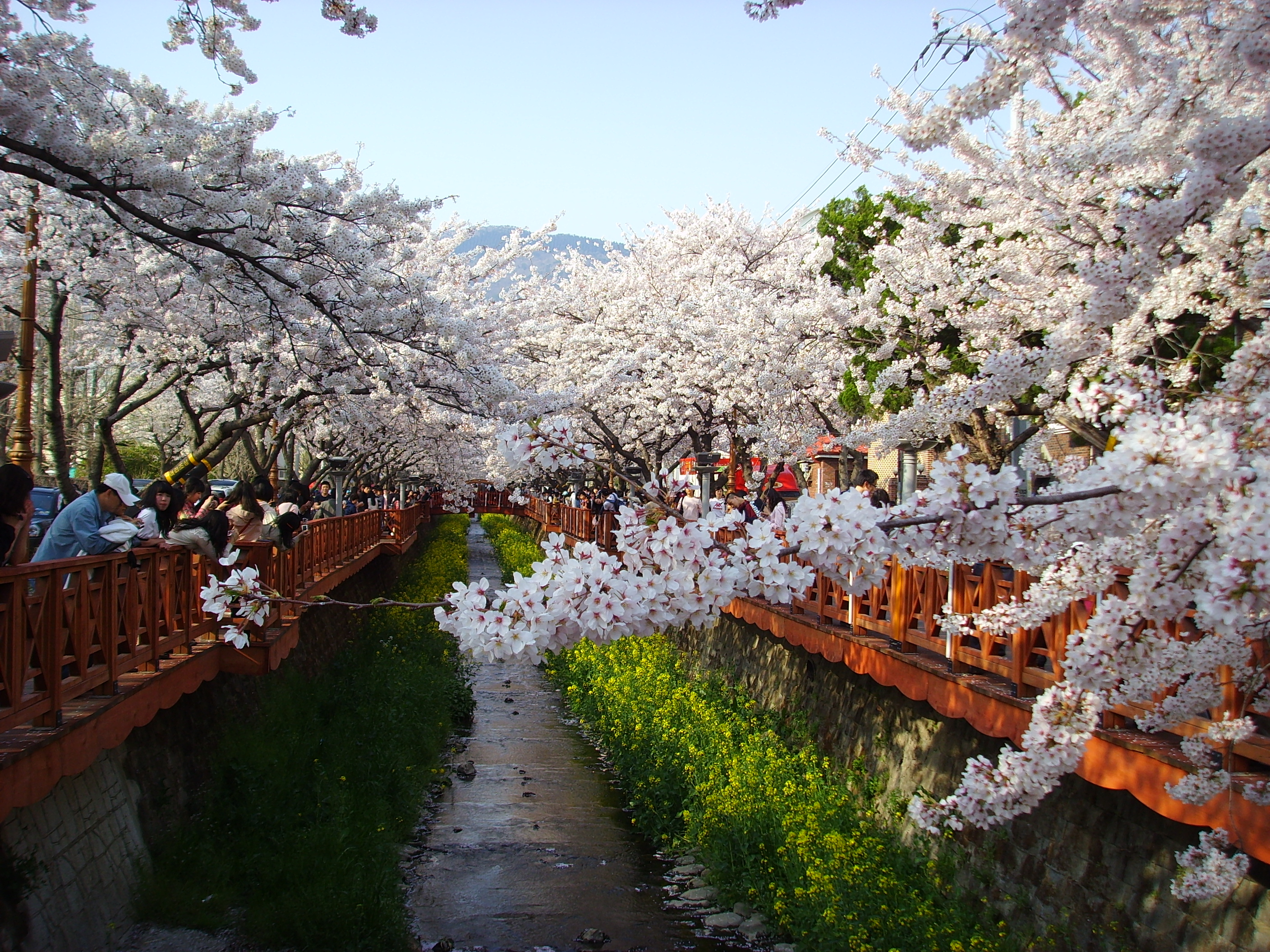
Alignements de cerisiers à fleurs en Corée du Sud.

Ils sont complétés par de nombreuses rosacées comme : 
- les divers cerisiers du Japon, le prunier myrobolan (surtout les variétés pourpres), le cerisier à grappes, le merisier,
- le poirier de Chine, le pommier pourpre, le pommier du Japon, le pommier pyramidal,
- l'alisier blanc, l'alisier de Suède, le sorbier des oiseleurs, le cormier, etc.

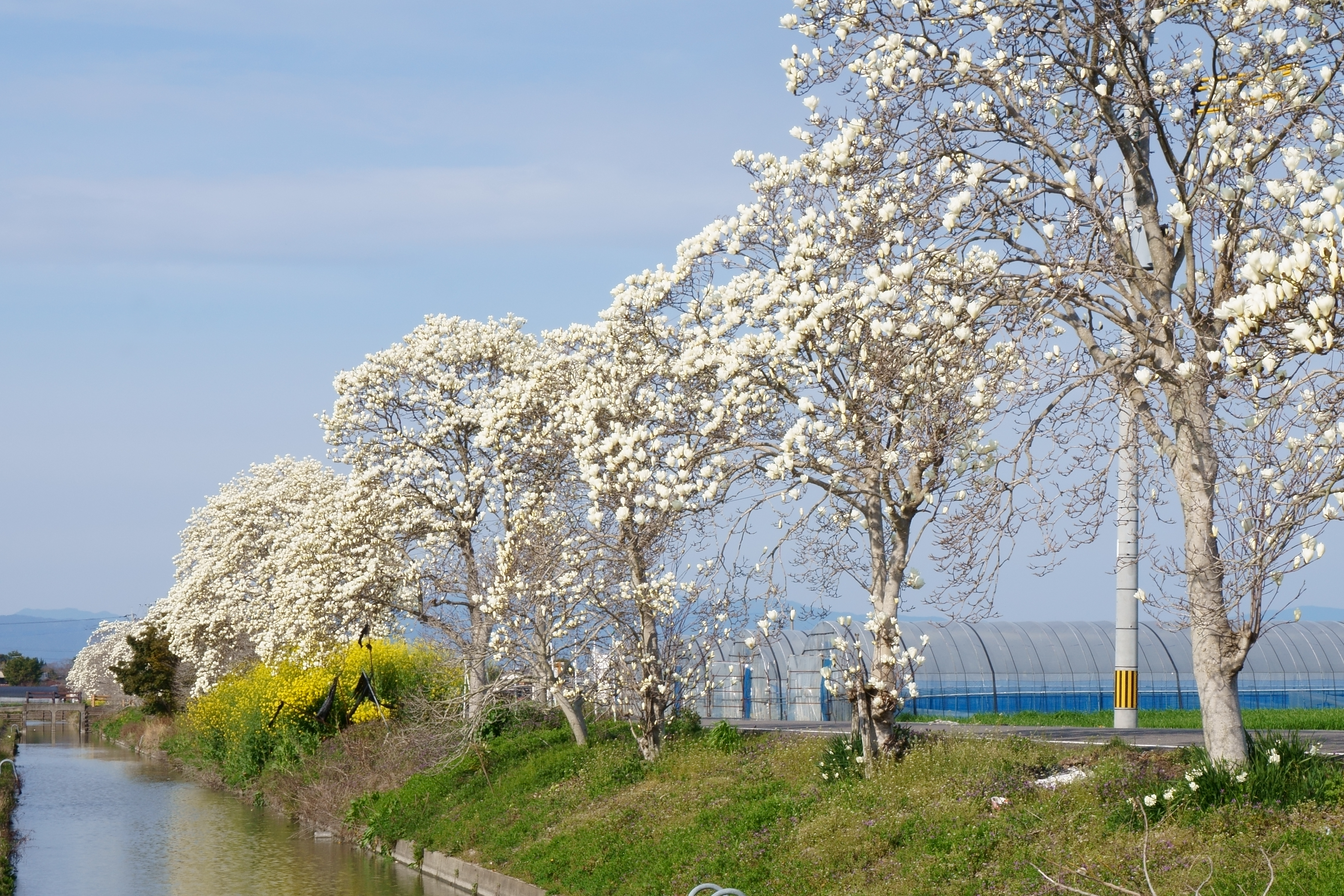
Magnolia denudata le long d'un canal à Higashiyoka, au Japon, en 2019.

Divers magnolias horticoles s'ajoutent aux arbres à fleurs, mais aussi le lilas d'été.
Plus accessoirement, on utilise aussi : 
- le ptérocaryer du Caucase, le noyer noir et le noyer d'Europe,
- le paulownia et le catalpa commun (ils peuvent être confondus mais ne sont pas apparentés),
- les mûriers : mûrier à feuilles de platane, mûrier blanc et mûrier noir,
- des bouleaux : surtout le bouleau verruqueux, et plus secondairement divers bouleaux exotiques d'aspect différent (mais les bouleaux sont aujourd'hui déconseillés en milieu urbain car ils sont une cause majeure d'allergies au pollen),
- des aulnes : l'aulne à feuilles en cœur, l'aulne glutineux, l'aulne de Spaeth, etc,
- le saule blanc (fréquemment taillé en têtard) et le saule pleureur,
- le copalme d'Amérique, le tulipier de Virginie,
- les chênes rouges américains : chêne rouge, chêne écarlate, chêne des marais, chêne à feuilles de saule, chêne de Shumard, etc,

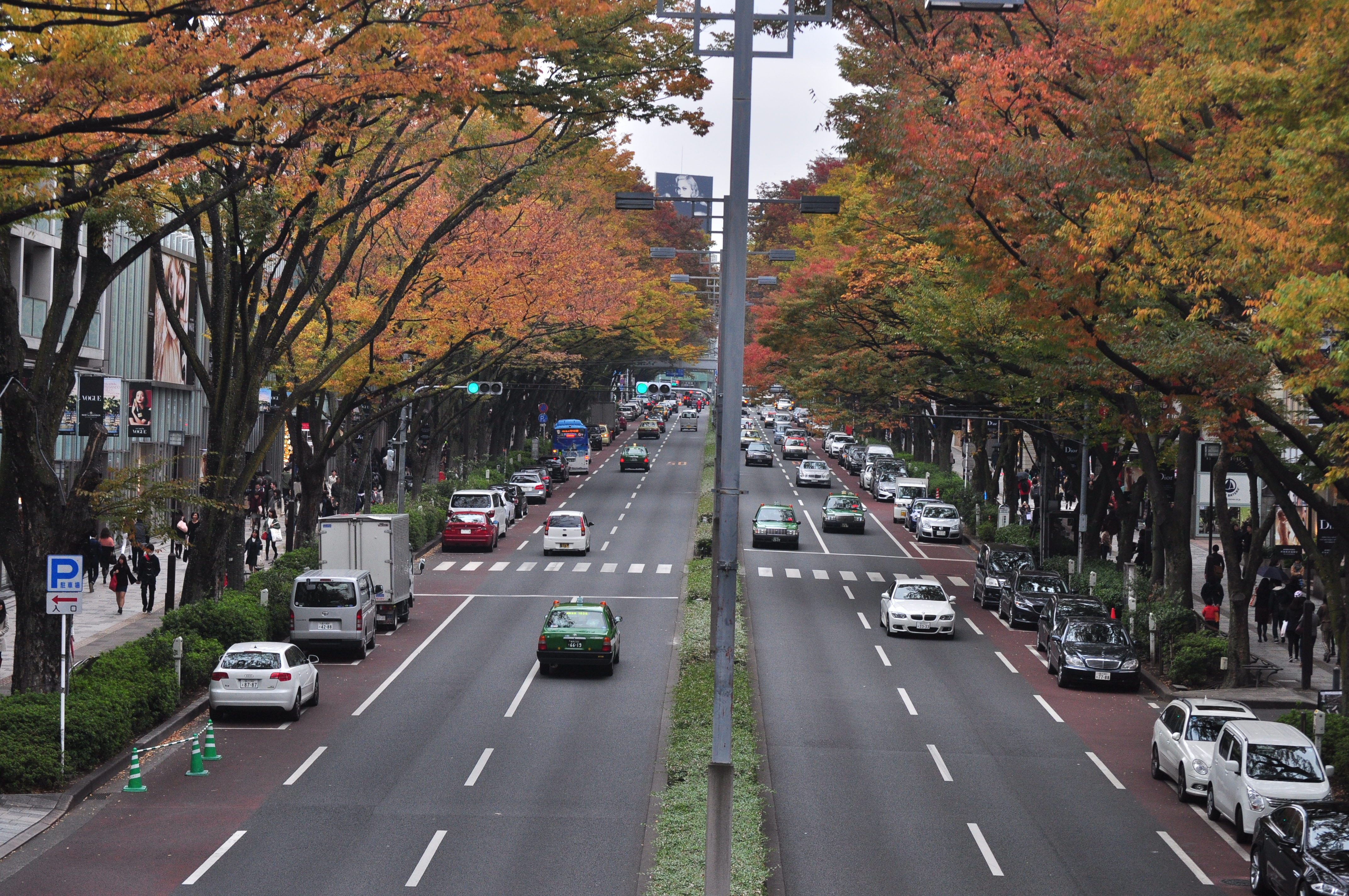
Le Zelkova du Japon, Zelkova serrata, plantés en alignements à Tokyo.

- le zelkova du Japon et le zelkova du Caucase, l'ostryer à feuilles de charme,
- la cédrèle de Chine, Tetradium daniellii, le savonnier et l'ailante glanduleux (ce dernier, autrefois commun en alignement mais s'étant révélé très envahissant, n'est plus beaucoup planté de nos jours).

Les ormes étaient autrefois abondamment plantés, si ce n'est les arbres les plus communs en alignement ainsi que dans les bocages en Europe occidentale, mais la graphiose de l'orme les a anéantis. De nouvelles variétés sélectionnées ou hybrides, plus ou moins résistantes à la graphiose, sont désormais disponibles mais ne sont pas encore plantés aussi massivement que les ormes d'autrefois.

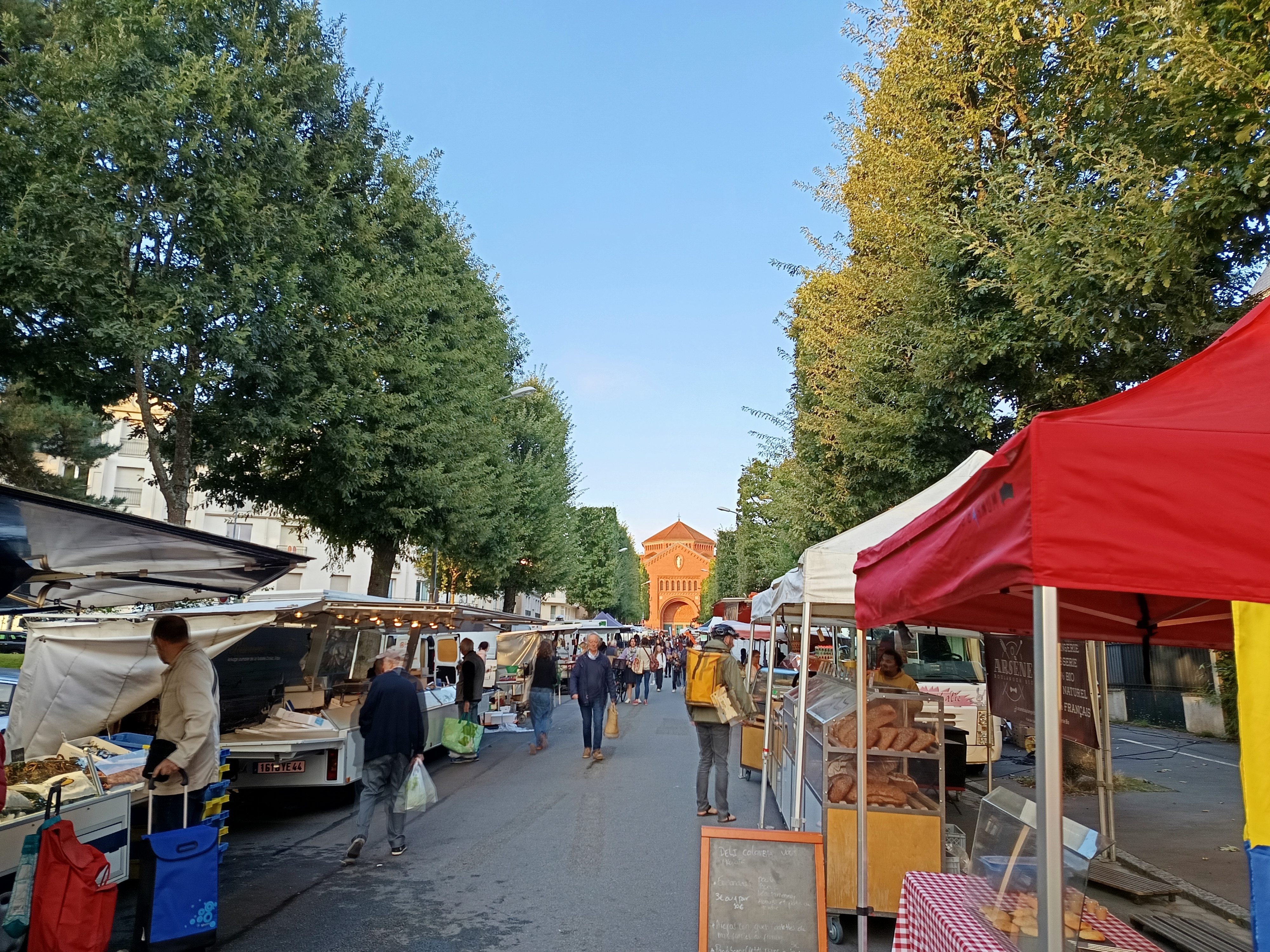
Le boulevard des Américains encadré par deux alignements de chênes, à Nantes, France, un jour de marché en septembre 2024.

Certains arbres qui sont les plus abondants dans les forêts européennes sont traditionnellement moins utilisés en alignement en ville et au bord des routes. C'est notamment le cas des chênes européens, bien qu'ils n'y sont pas absents et sont par ailleurs souvent plantés dans les bocages. Les chênes sont réputés moins bien supporter la sécheresse et la pollution urbaine, mais en réalité c'est leur croissance lente et leur manque d'allure lorsqu'ils sont jeunes qui décourage le plus souvent de les planter. De plus, ces arbres à grand développement prennent souvent un aspect peu esthétique après les inévitables élagages. Cependant l'intérêt croissant pour l'intégration écologique des projets urbains, des infrastructures et des espaces verts conduit depuis quelques décennies à une vague de plantation d'arbres autochtones, dont les chênes. Une variété du chêne pédonculé à port fastigié est aujourd'hui fréquemment utilisée dans les rues étroites, où sa faible largeur, son port régulier ne nécessitant pas de taille et sa croissance lente, en font un arbre contrôlable et rassurant pour les gestionnaires. 

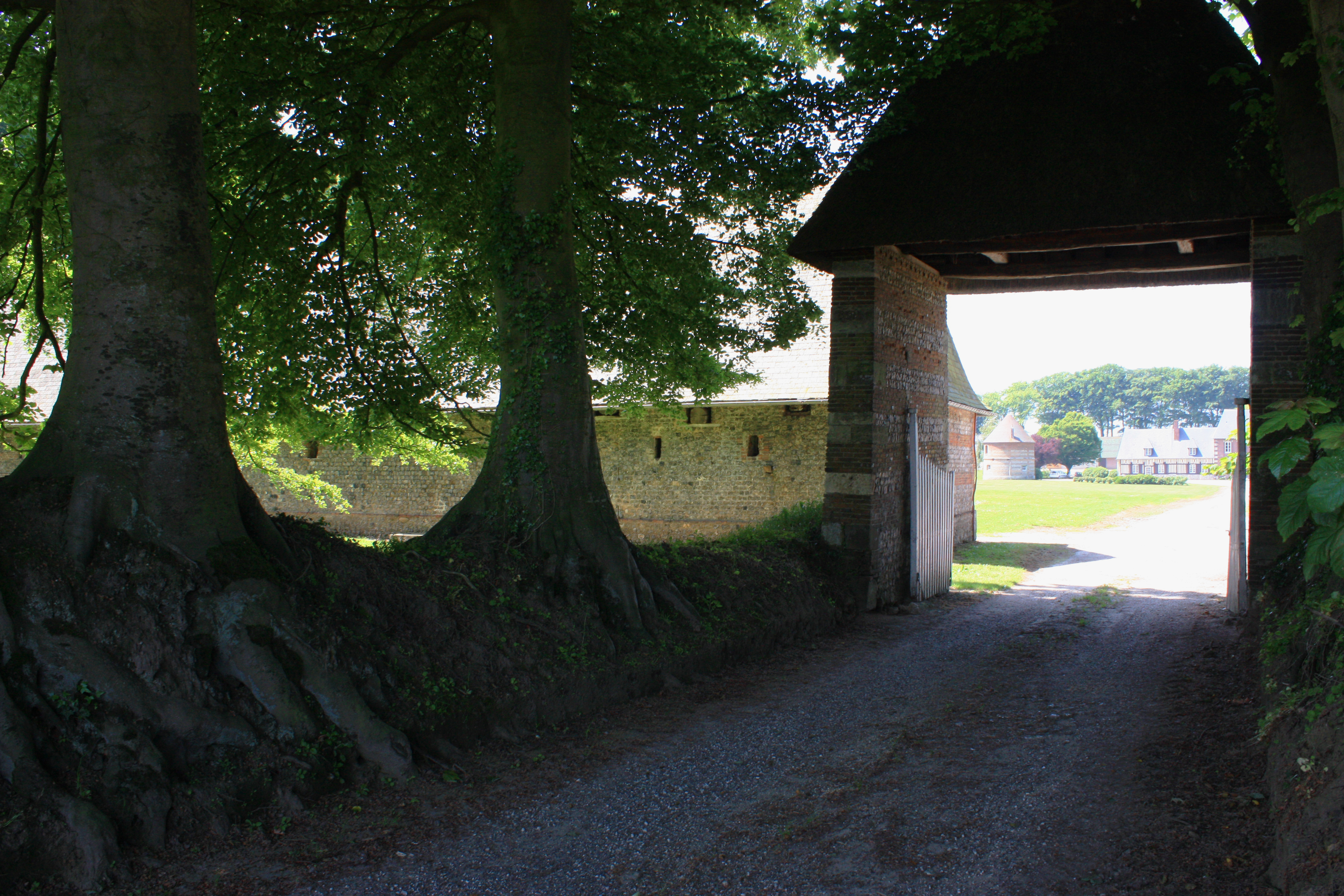
Portail d'un clos masure dans la région de Fécamp, Normandie, France. On aperçoit, au premier plan, deux hêtres qui font partie de l'allée menant au manoir visible dans l'encadrement du portail.

Le hêtre commun est un arbre trop vigoureux, et il produit beaucoup de déchets au sol difficiles à ramasser en automne. Il est donc assez peu utilisé dans les villes et le long des routes, mais il forme de majestueux alignements dans les parcs, les campagnes et les forêts dans les régions ou le climat est suffisamment frais et humide (comme en Belgique, et surtout en Normandie, en particulier dans le pays de Caux où les doubles alignements de hêtres autour des clos-masures constituent l'identité du paysage). Des cultivars de hêtre plus petits ou avec un port fastigié existent également. Le châtaignier supporte mal les sols souvent alcalins des villes, il présente aussi l’inconvénient de produire beaucoup de déchets encombrants et pourrissants, et la chute des lourdes bogues épineuses n'est pas sans danger pour la tête des passants.
Le chêne chevelu a été choisi, en 2017, comme « essence jalon » pour remplacer le platane sur les célèbres alignements du canal du Midi, sur 40 % du linéaire en plusieurs sections réparties tout le long du canal. Car le platane y est désormais durablement menacé par le chancre coloré et voué à être entièrement remplacé. Ce chêne a été peu planté en alignement jusqu'à nos jours, mais il a une croissance relativement soutenue, il est bien adapté aux variations climatiques et édaphiques locales, et surtout il est susceptible de pouvoir créer un effet de monumentalité végétale comme le platane. Les autres sections du canal seront plantés, en fonction du climat des régions traversées, par le tilleul à grandes feuilles, l'érable plane, le peuplier blanc, le micocoulier de Provence, le pin parasol, et d'autres essences plus localement. À la suite d'une recherche sur les potentialités des espèces d'arbres pour remplacer le platane, d'autres essences, répondant aux mêmes critères de monumentalité et de capacité d’adaptation aux diverses conditions locales, avaient été proposées pour devenir l'« essence jalon » : le copalme d'Orient, le chêne à feuilles de châtaignier, le chêne zéen, le tilleul argenté, le caryer cordiforme et le pacanier, mais la plupart sont quasiment inconnues en France.

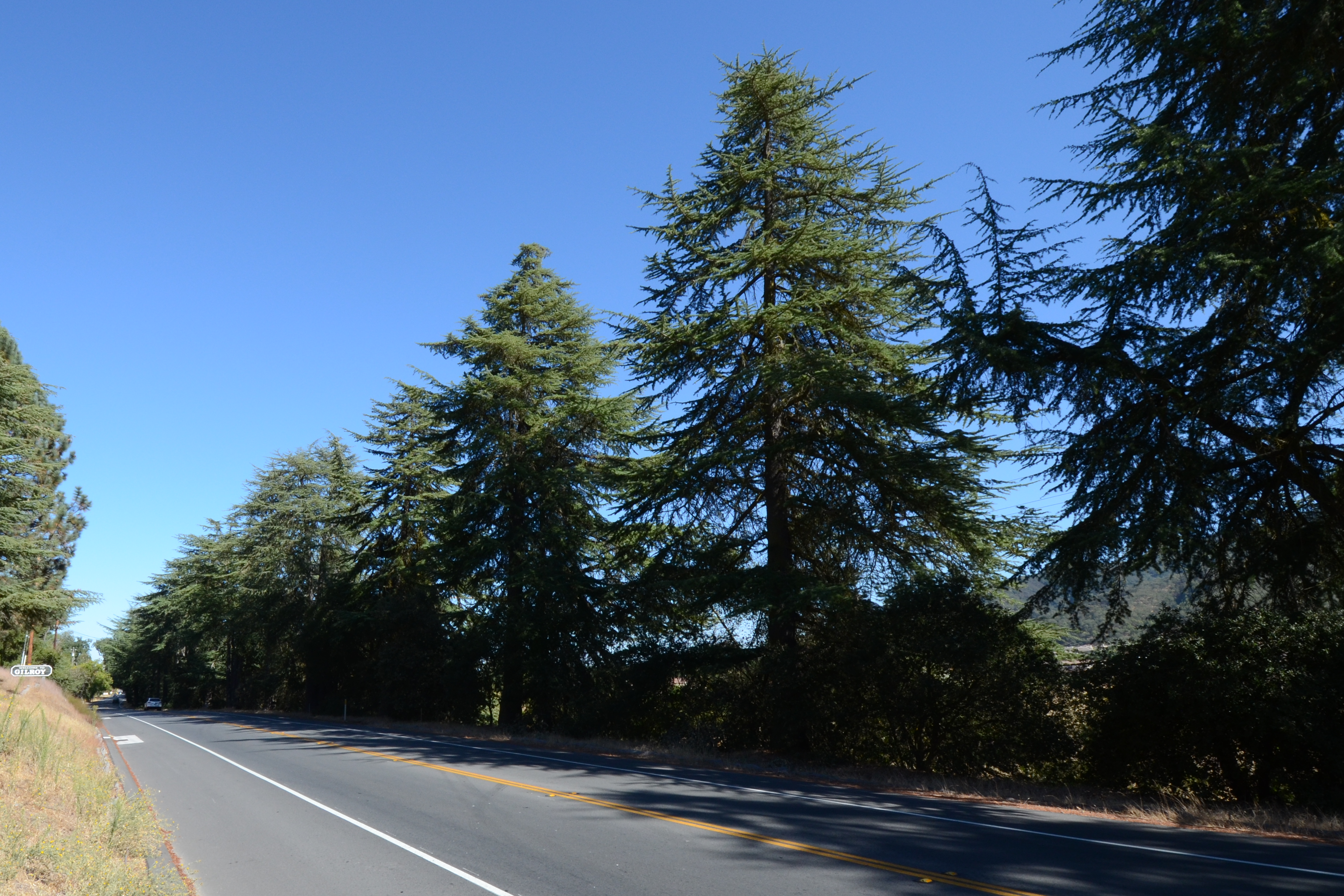
Highway 152 dans le comté de Santa Clara, en Californie, planté de 115 cèdres et de 20 chênes en 1930 et inscrit au registre national des lieux historiques.

Les conifères sont peu utilisés en alignements au bord des chemins, notamment à cause de leur intégration paysagère jugée plus difficile en plaine, mais aussi des quantités importantes d'aiguilles et de cônes qui s’accumulent sur le sol en dessous des arbres, qui se décomposent lentement, et l’inadaptation de beaucoup d'espèces aux conditions sèches et ensoleillées. Mais deux espèces méditerranéennes emblématiques, le pin parasol et le cyprès d'Italie, sont très utilisés en alignement dans les régions méridionales où le climat le permet. Dans les autres régions le pin noir d’Autriche est occasionnellement utilisé en alignement, ainsi que les différentes espèces de cèdres. On peut citer aussi le cyprès de Leyland, le cyprès de Lawson et le thuya géant, qui sont cependant plus souvent utilisés pour former des haies. Le cyprès de Monterey est très présent sur la côte atlantique (Bretagne et Normandie notamment). Le séquoia géant se développe à merveille en alignement sous le climat français, et en Europe de l'Ouest en général, mais très peu ont été plantés (Ferrières-en-Brie, Marne-la-Vallée, et un double alignement récent de 502 séquoias sur plusieurs kilomètres à Sénart). Le métaséquoia et le cyprès chauve sont deux conifères qui se ressemblent, au feuillage plus clair, léger et caduc, et qui s'intègrent plutôt comme des feuillus.

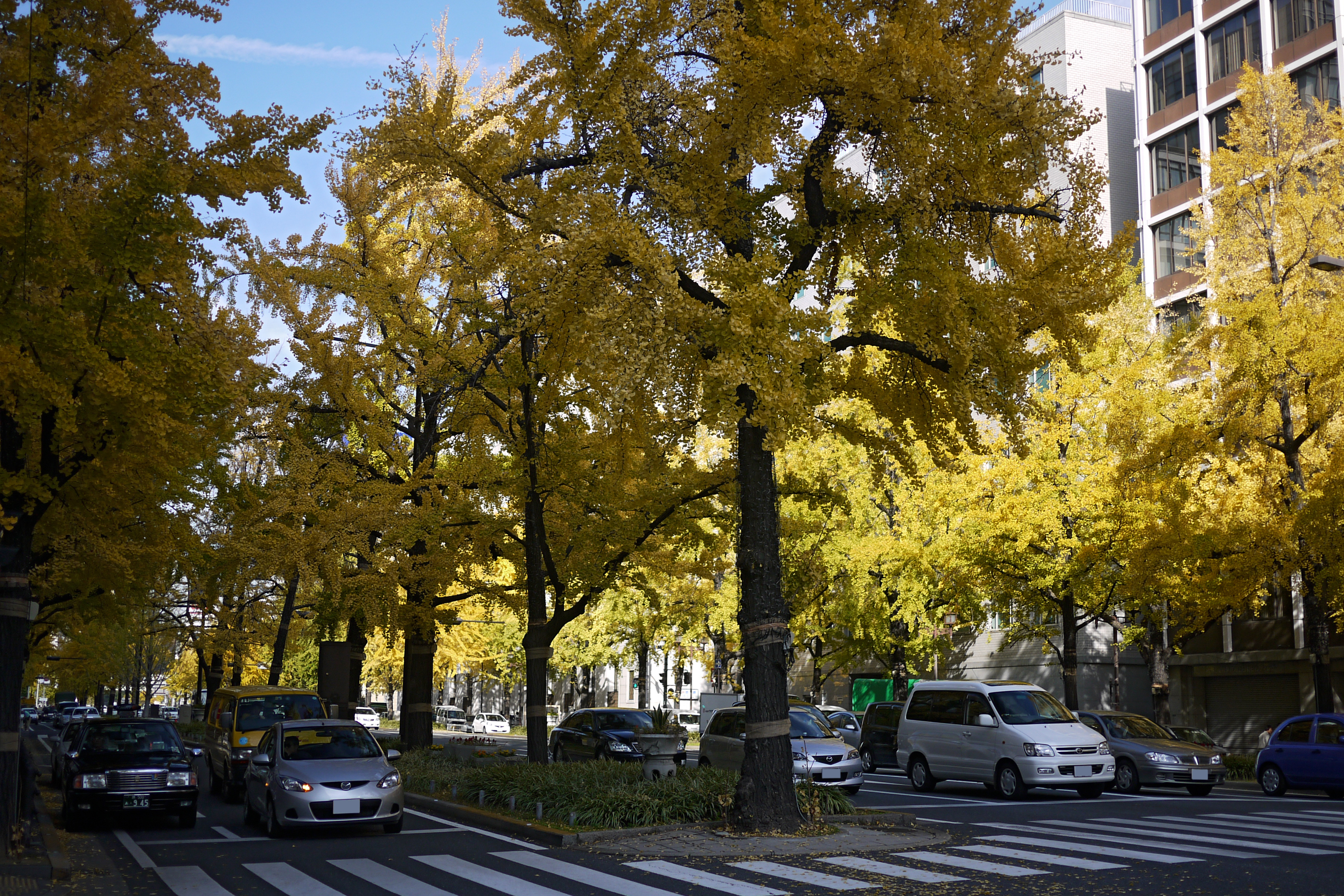
Ginkgo biloba en alignement à Osaka, Japon

Ginkgo biloba est la seule espèce faisant partie de la plus ancienne famille d'arbres connue, les ginkgoacées. Cet arbre très ornemental est maintenant communément planté en ville en raison de sa résistance aux conditions urbaines. Les plants mâles sont seuls utilisés, les ginkgos femelles produisant des ovules qui tombent en automne et  dégagent une odeur désagréable si on les écrase en marchant.

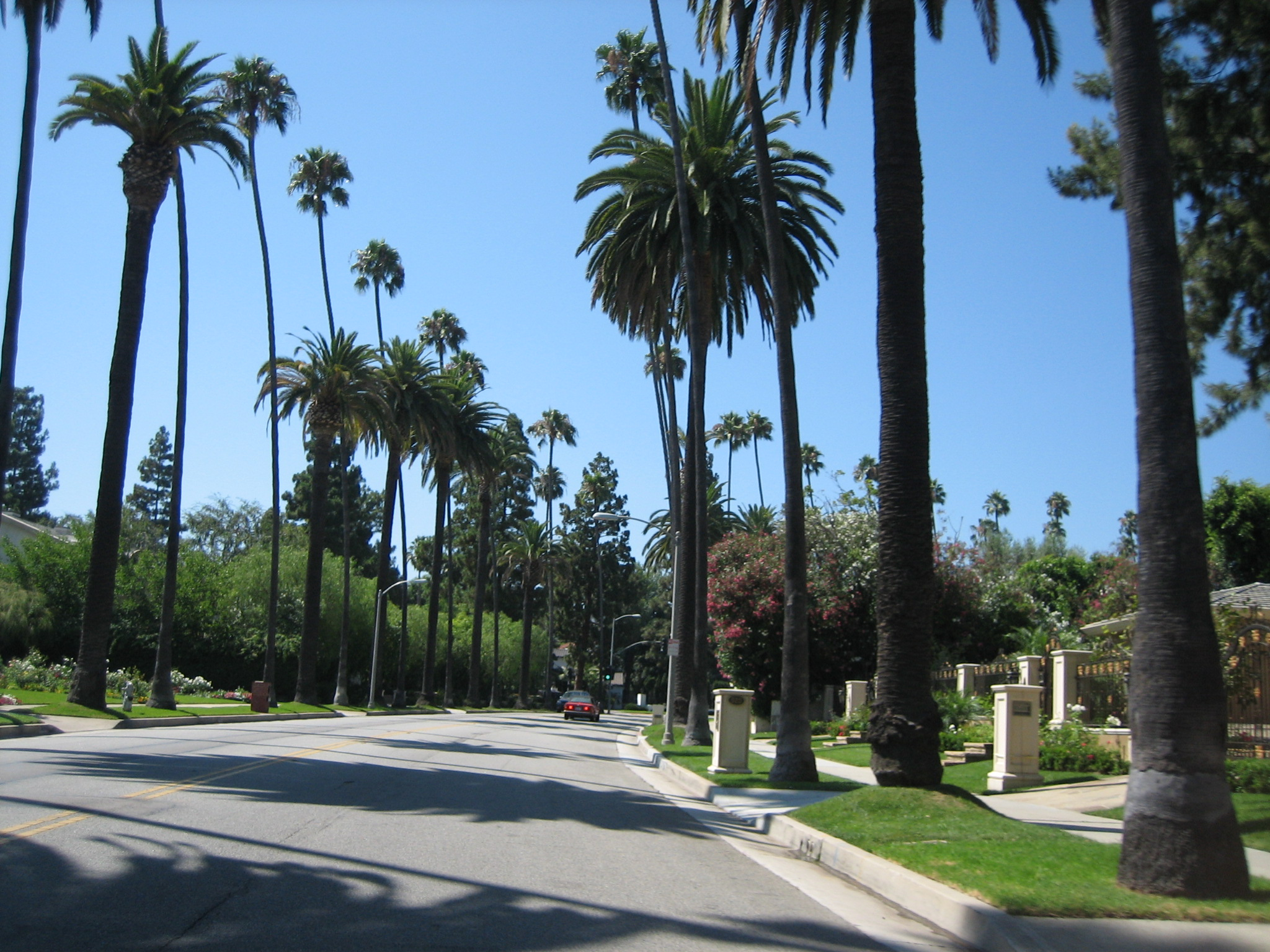
Les rues de Beverly Hills encadrées de palmiers : Phoenix canariensis et Washingtonia robusta.

Les palmiers ne sont pas des arbres à proprement parler mais ils se prêtent bien à la plantation comme arbres d'alignements, principalement dans les régions littorales méditerranéennes, et dans une moindre mesure dans les régions atlantiques, où certaines espèces rustiques se développent très bien. Le dattier des Canaries est sans aucun doute le plus prisé. Il est planté en pleine terre dès que le climat l'autorise, jusqu'aux côtes bretonnes et anglaises. Dans les régions plus rudes, il est souvent cultivé en pot pour orner les villes en été puis rentré en hiver. Le vrai dattier, presque aussi rustique, est aussi beaucoup utilisé plus au sud (en Espagne surtout). Washingtonia filifera et Washingtonia robusta symbolisent les régions douces des États-Unis, mais ils sont également plantés en Europe méridionale. On peut citer aussi Brahea armata, Brahea edulis, Sabal palmetto, Sabal bermudana, Butia capitata, Butia yatay ou encore Syagrus romanzoffiana et l'imposant Jubaea chilensis. Trachycarpus fortunei est un palmier assez modeste mais il est le plus rustique et le mieux adapté aux climats frais d'Europe moyenne.
Dans les pays à climat tropical, on utilise de très nombreuses espèces adaptées aux conditions locales, telles que les eucalyptus, les flamboyants, l'arbre à pluie, le cassier, le badamier, le faux baobab, Madhuca longifolia, diverses espèces de palmiers, etc.

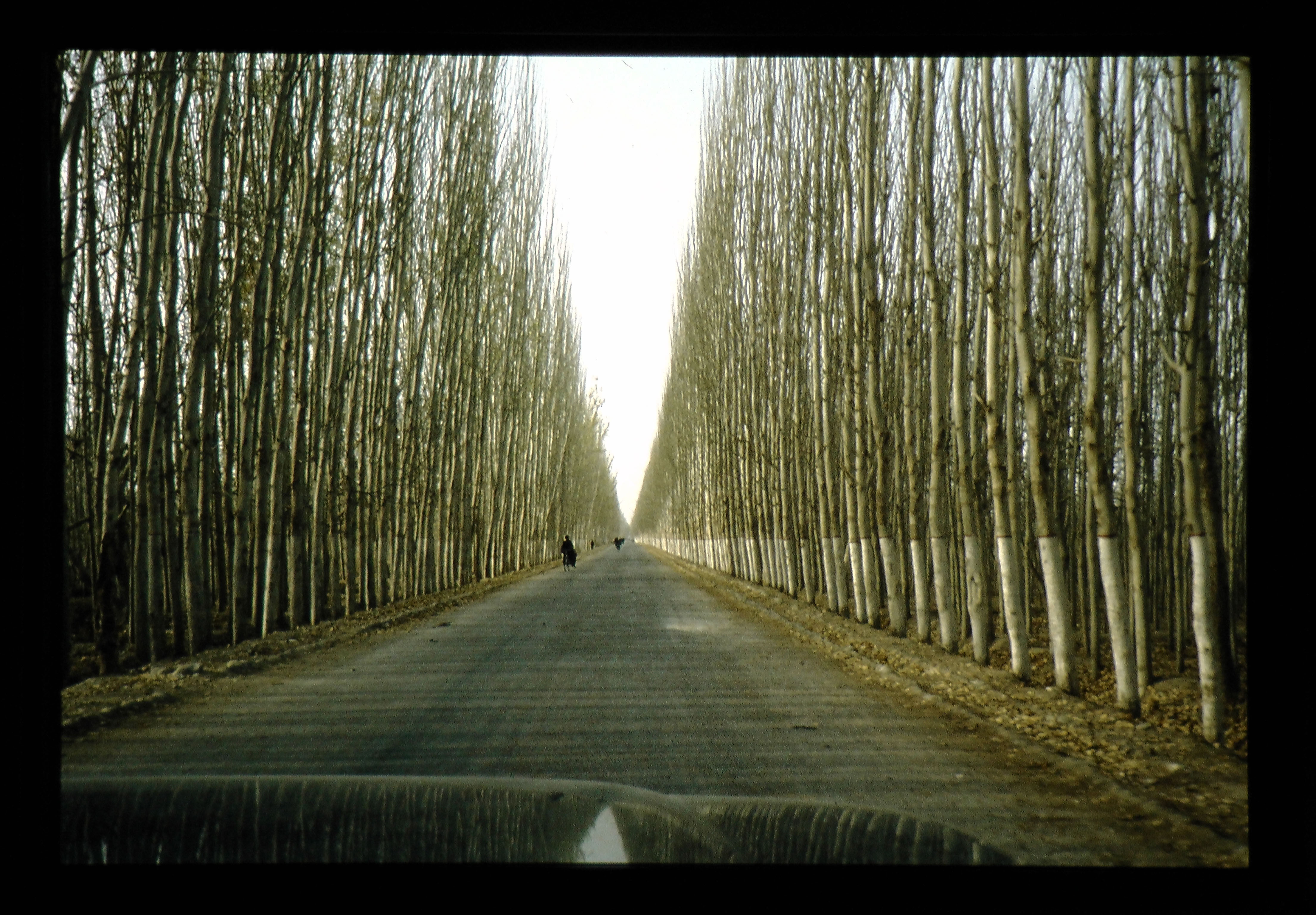
Peupliers en rangs serrés servant de brise-vent, au sud du désert du Taklamakan, à Hotan en Chine.

Depuis 1985, la Chine plante énormément, mais presque exclusivement, des peupliers le long des routes ou sous forme de forêts artificielles. Ces plantations qui ont eu lieu sur l'ensemble du territoire, jusque dans des zones où les peupliers ne sont pas adaptés, sont très pauvres en biodiversité et ont uniformisé les paysages les rendant peu attrayants pour l'œil, selon le vice-secrétaire général du programme MAB en Chine, Jiang Gaoming. Glyptostrobus pensilis est courant entre les rizières dans le sud du pays tandis que Platycladus orientalis caractérise les paysages du Sichuan. À l'inverse, dans les zones nouvellement urbanisées, les alignements sont désormais nombreux et constitués d'une grande diversité d'essences ornementales de toutes origines, avec plus particulièrement des espèces asiatiques emblématiques comme Styphnolobium japonicum, Cedrus deodara, Metasequoia glyptostroboides, Zelkova serrata, Koelreuteria paniculata, Cinnamomum camphora, Ginkgo biloba, etc.

## Conflits d'usage

### Sécurité routière

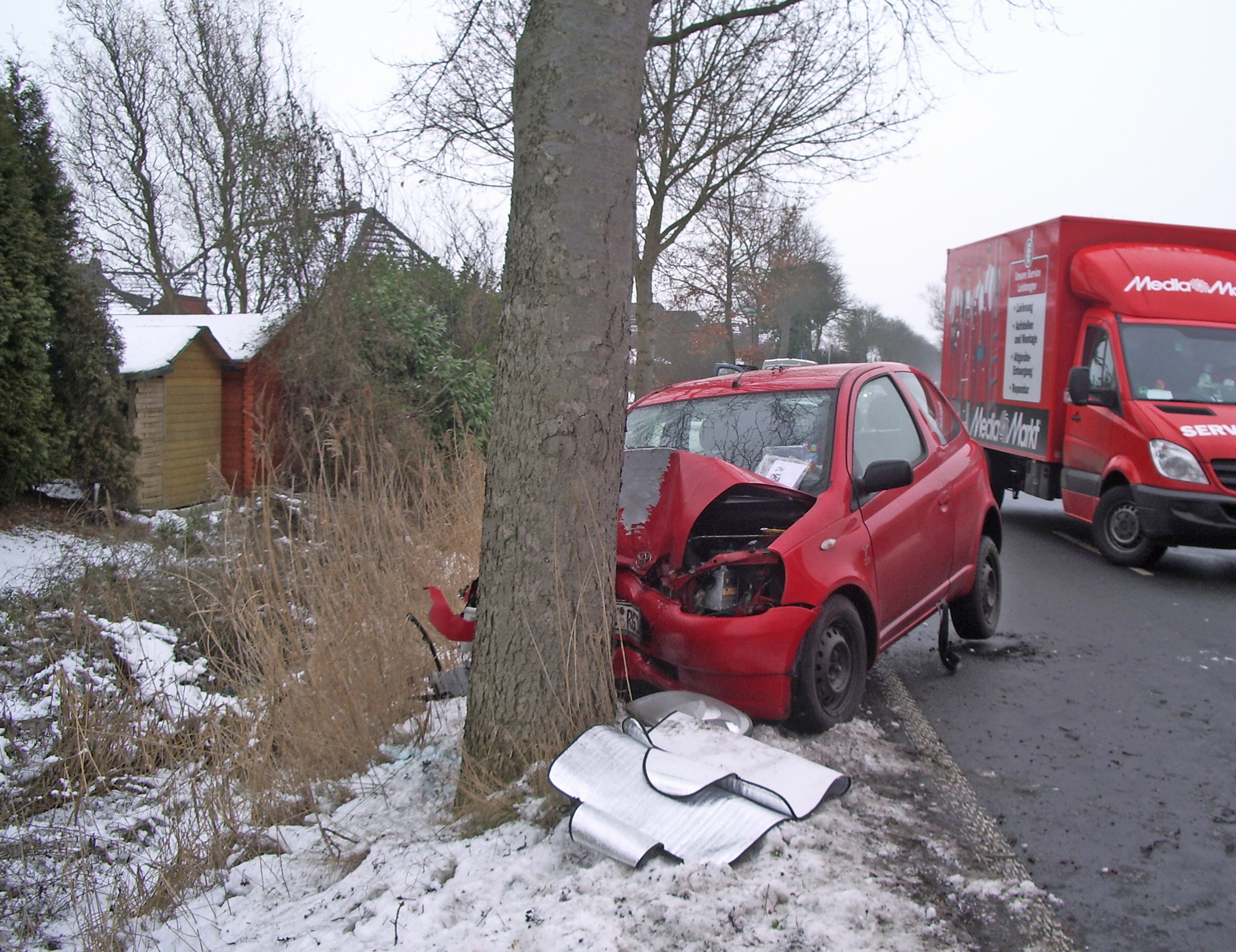
Une sortie de route avec collision avec un arbre.

En France,environ 10 % de la mortalité routière est due à la collision d'un véhicule contre un arbre  contre 25 % dus à une collision avec un autre obstacle et 25 % à une collision avec un autre véhicule.
Le long des routes, de très nombreux alignements d'arbres ont été coupés depuis l'avènement de la voiture et en particulier dans les années 1990 pour permettre d'élargir les chaussées ou des rectifications de tracé, pour diminuer les coûts d'entretien des routes, ou pour des raisons de sécurité, pour ôter des obstacles préjudiciables en cas de sortie de route et créer des « routes qui pardonnent » selon l'expression consacrée. À l'inverse, les études menées par le SETRA, en France, tendent à démontrer que les plantations d'alignement contribuent à faire diminuer le nombre d'accident en servant de points de repère et en incitant les conducteurs à réduire leur vitesse.
Du fait d'opposition de citoyens face à des coupes parfois massives, brutales, des élus locaux ont cependant parfois préféré conserver les arbres, pour leur intérêt paysager et écologique, et mettre en place des limitations de vitesse, des talus. Parfois, on a préféré la pose de rails ou glissières de sécurité pour à la fois protéger les motards, automobilistes et les arbres, leurs fonctions écosystémiques et les espèces (dont les espèces protégées) qu'ils hébergent[réf. souhaitée].

## Législation
Dans de nombreux pays européens les arbres d'alignement font l'objet d'une politique de protection et de plantations nouvelles. Il existe, par ailleurs, dans l'union européenne, une convention européenne du paysage adoptée le 20 octobre 2000.

### France

#### Espaces boisés classés
La possibilité de classer des espaces boisés, pour empêcher un changement d'affectation des sols, a été mise en place par la loi n°76-1285 du 31 décembre 1976 et codifiée à l'article L.130-1 du code de l'Urbanisme. Cet outils peut s'appliquer à des arbres isolés aussi bien qu'à des forêts. Il a été utilisé par des municipalités pour protéger des alignements d'arbres dans les bourgs ou le long des axes de communication.

#### Alignements des bords de voirie

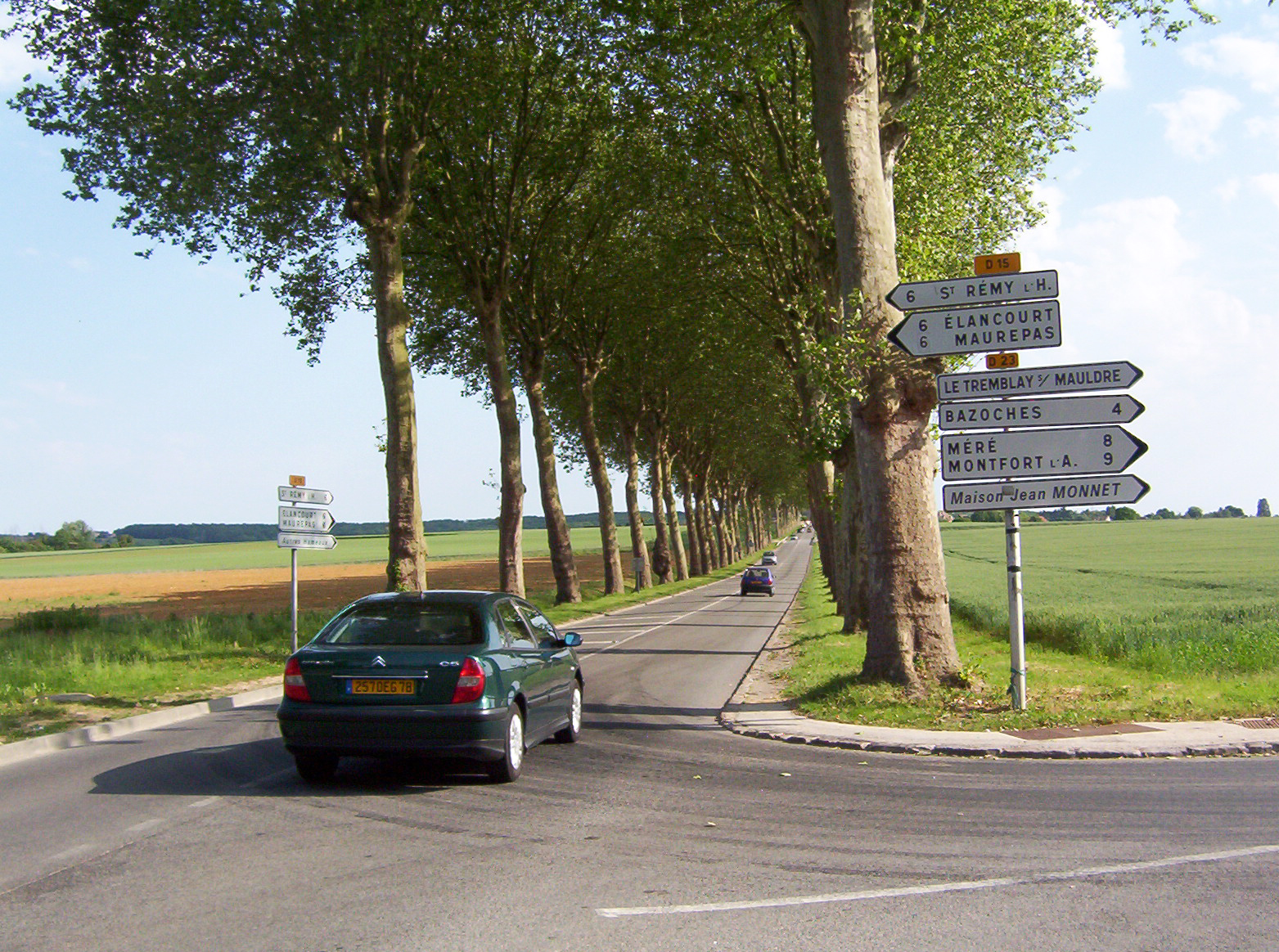
Alignements de platanes de part et d'autre de la route départementale D15, Île-de-France, France.

Depuis le 10 aout 2016, la loi biodiversité et paysage a institué la protection spécifique des arbres d'alignement (article L. 350-3 du code de l'environnement). Ce texte stipule « Les allées d'arbres et alignements d'arbres qui bordent les voies de communication constituent un patrimoine culturel et une source d'aménités, en plus de leur rôle pour la préservation de la biodiversité et, à ce titre, font l'objet d'une protection spécifique. Ils sont protégés, appelant ainsi une conservation, à savoir leur maintien et leur renouvellement, et une mise en valeur spécifiques. »
Cet article concerne tous les arbres d'alignement, qu'ils soient publics ou privés, et tout type de voie (route, chemin, allée de château, canal, chemin de halage…). On considère en général qu'un alignement existe à partir de trois arbres[réf. souhaitée].
En France, un certain nombre d'associations de défense des arbres d'alignement ont porté des cas de destruction ou de projets de destruction d'arbres d'alignement devant les tribunaux (administratifs et civils). Ainsi des abattages ont été suspendus à plusieurs reprises par les tribunaux administratifs comme le 27 novembre 2017, par le TA de Toulouse, ou le 20 septembre 2018 par le TA de Strasbourg. Entre 2016 et 2021, la jurisprudence semble être allée vers une confirmation de la compétence des maires pour autoriser l'abattage d'arbres d'alignement, tout en affirmant la nécessité de prévoir des mesures de compensation spécifiques ou d'avoir une véritable preuve du mauvais état sanitaire (souvent invoqué).
En février 2022, la loi 3DS désigne le préfet comme autorité compétente pour signer les dérogations. La discussion de cette loi avait fait réagir les associations de protection du paysage, notamment France nature environnement et ARBRES qui accusent alors l'État de vouloir simplifier l'abattage des alignements d'arbres.
Le décret n° 2023-384 du 19 mai 2023 est venu préciser la procédure de dérogation, en distinguant trois cas dans lesquels des dérogations peuvent être accordées :
- immédiatement et sans procédure en cas de danger imminent pour la sécurité des personnes, les projets de compensation sont discutés a-postériori ;
- en cas de danger pour les biens et personnes « danger sanitaire pour les autres arbres ou bien lorsque l'esthétique de la composition ne peut plus être assurée et que la préservation de la biodiversité peut être obtenue par d'autres mesures », après une déclaration.
- pour les besoins de projets d'aménagement, sur autorisation préfectorale.

Dans tous les cas la procédure impose des mesures de compensation. L'évitement ou la réduction ne sont, par contre, pas prévus par la réglementation, alors que ces étapes sont requises en amont de la compensation, dans le cadre d'autres procédures. Les communes sont systématiquement notifiée par l'administration en cas de demande d'abattage d'arbre d'alignement. Le conseil départemental est également prévenu dans les cas où l'alignement borde une voie départementale.

#### Réglementation agricole
Les alignements situées sur les terres d'exploitation agricoles, en Europe (et donc en France), dans le cadre de la nouvelle Politique agricole commune (PAC), sont éligibles au dispositif des « surfaces équivalentes topographiques », ce qui facilite l'accès aux subventions européennes pour les agriculteurs maintenant ces éléments d'intérêt écopaysagers. Il en va de même pour quelques autres éléments paysagers semi-naturels d'intérêt agroécologique et écologique éventuellement associés (ex : Prairies permanentes, bandes enherbées, lisières, mares, bocage, arbres groupés…).

## Problèmes phytosanitaires

### Graphiose de l'Orme
L'Orme était l'essence principale en milieu urbain, jusqu'à la moitié du XIXe siècle. Une première épidémie touche ces espèces dans les années 1920, elle démarre au nord de l'Europe et atteint l'Amérique du nord vers 1930. Une seconde épidémie touche les espèces du genre Ulmus dès le début des années 1960, celle-ci est beaucoup plus destructrice et en France le taux de perte est de plus de 70% entre 1975 et 1987.

### Chancre coloré du Platane
Le platane commun est sensible à des champignons du feuillage (anthracnose et oïdium), et à un insecte piqueur, le tigre du platane. Mais il a surtout un ennemi mortel : le chancre coloré (Ceratocystis platani). Ce champignon microscopique s'attaque à la partie vivante de l'arbre et finit par bloquer le transport de sève (comme son cousin responsable de la maladie de l'orme). Ce pathogène a été introduit en France lors de la deuxième guerre mondiale. Les troupes américaines stationnées à Marseille, dans le parc Borély, ont introduit des spores à partir de planches de bois de platane (Platanus occidentalis). On n'a reconnu et identifié le pathogène, qui a détruit des milliers d'arbres à Marseille et dans la région, que dans les années 70. L'épidémie avait eu le temps de s'étendre dangereusement.
Deux modes de contamination sont connus pour le chancre coloré : l'eau, qui véhicule des spores provenant d'arbres atteints (cas du Canal du Midi), et les outils et engins de travaux. Un arbre atteint peut aussi contaminer son voisin par contact racinaire. Les chantiers d'entretien ou de travaux publics peuvent toucher les racines ou les troncs (chocs, élagages…), en les contaminant avec les spores du champignon. L'obligation de lutte a été décrétée au niveau national et la désinfection de tout le matériel pouvant transporter des spores est obligatoire pour tous travaux à proximité de platanes, dans toute le France (arrêté ministériel du 25 décembre 2015). Jusqu'à présent les tentatives de production de cultivars résistants au chancre coloré ne sont pas concluantes (arbres de port et de croissance différents du platane traditionnel, résistance pouvant être contournée par le champignon).